# Orazio Gentileschi
Pour les articles homonymes, voir Gentileschi.
Orazio Lomi Gentileschi, né en 1563 à Pise et mort en 1639 à Londres, est un peintre italien caravagesque de compositions pour l’essentiel religieuses. Il est le père de la peintre Artemisia Gentileschi.

## Biographie

### La période romaine (1576-1612)
Orazio Gentileschi est né à Pise en juillet 1563 ; son père était Giovan Battista Lomi, artiste florentin qui s'était installé à Pise, d'où sa signature de "Fiorentino". Le nom de famille Gentileschi était le nom maternel, tandis que le nom de famille paternel était Lomi, nom de famille avec lequel sa fille Artemisia signera durant une période de sa vie. Orazio avait également deux frères aînés, Baccio et Aurelio, tous deux peintres également.
À l'âge de treize ans, Orazio se rend à Rome  ; il est mis au service des entreprises décoratives du pape Grégoire XIII  puis de Sixte V, décorations qui correspondent au dernier souffle du Maniérisme.
Entre 1587 et 1588, il travailla dans les salles sixtines de la bibliothèque vaticane et il semble qu'il s'occupa des travaux d'orfèvre réalisant, en 1593, les médailles de Clément VIII. Il semble que la formation d'Orazio ait été très longue du fait de sa peinture qui a toujours été très lente et méthodique.
Ses premières œuvres dateraient de 1593, à la naissance de sa fille Artemisia : il s’agirait d'une fresque de la Basilique Santa Maria Maggiore qui représente l’épisode de la Présentation au Temple ainsi qu’un saint Taddhée dans le Transept de la Basilique de Saint-Jean-de-Latran. Dans ces deux œuvres, pourtant, il est difficile de reconnaître le style caractéristique de Gentileschi.
En 1603, au travers de la douce lumière de son âme prise en tension avec le clair-obscur du Caravage, naquit un saint François stigmatisé soutenu par un ange. Le saint apparaît décidément fatigué et peut-être presque désireux de dormir profondément, tandis que l'ange, pourvu d'ailes magnifiques, soutient le corps fatigué et endolori du saint et le veille dans un regard entre compassion et amour.
En 1607, il compose le Baptême du Christ pour la Chapelle Olgiati en l'église Santa Maria della Pace.
La représentation de Sainte Cécile avec saint Tiburce et saint Valérien, aujourd'hui à Brera, remonte également à 1607. Le moment représenté est celui du mariage de Cécile a laquelle un ange apparaît qui convertit les deux saints, Tiburce et Valérien, à la religion chrétienne. L'ange apporte avec lui une couronne de fleurs et la palme du martyre qui annonce le sacrifice des trois personnages. La mémoire caravagesque dans cette œuvre est très forte. On la retrouve en effet dans l'ange avec sa manière de descendre du haut de la composition, son manteau blanc, son drap vert placé dans la partie supérieure de la toile et sa brillance plastique.

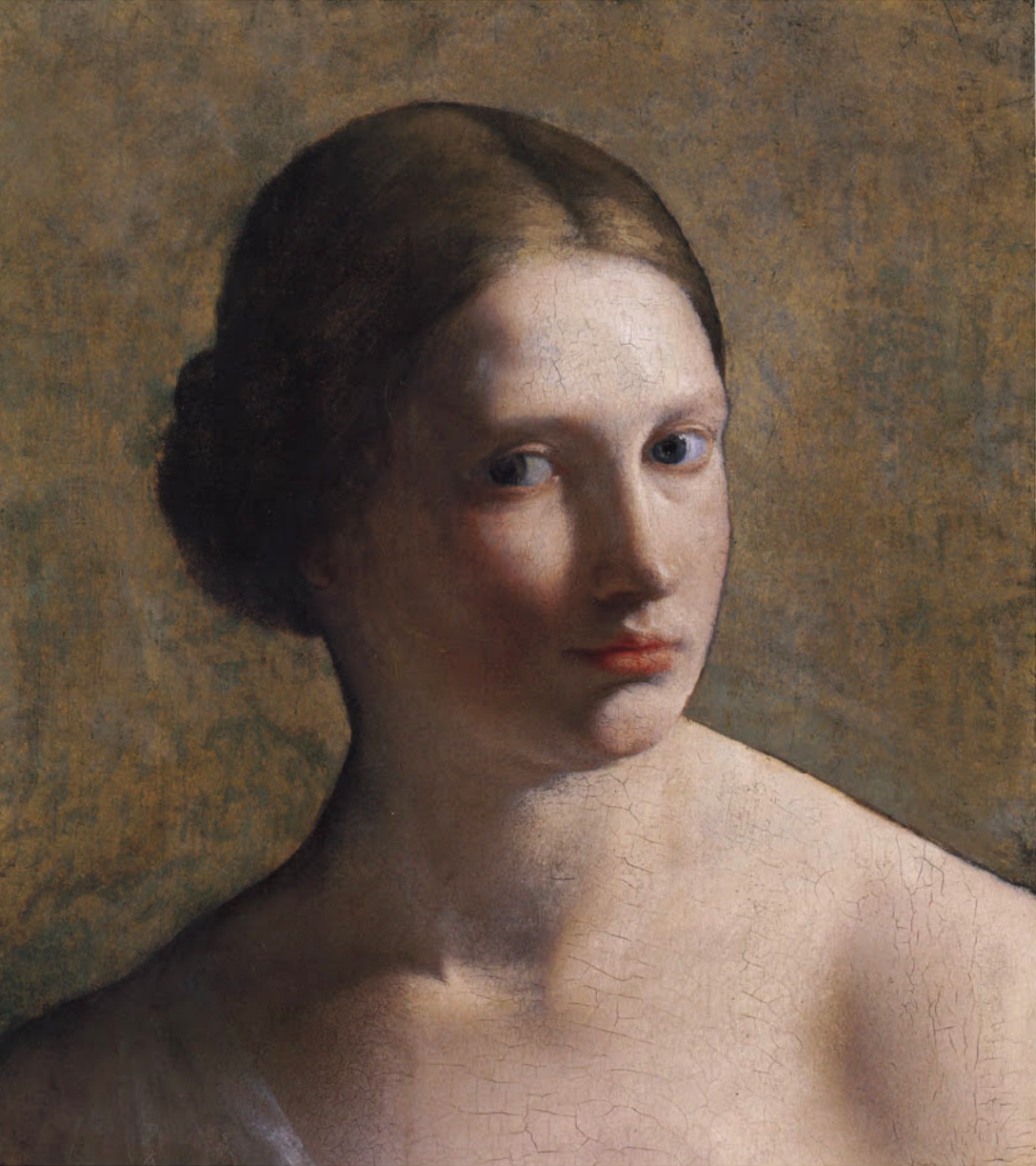
Tête de Femme d’Orazio Gentileschi, entre 1630 et 1636, coll.privée.
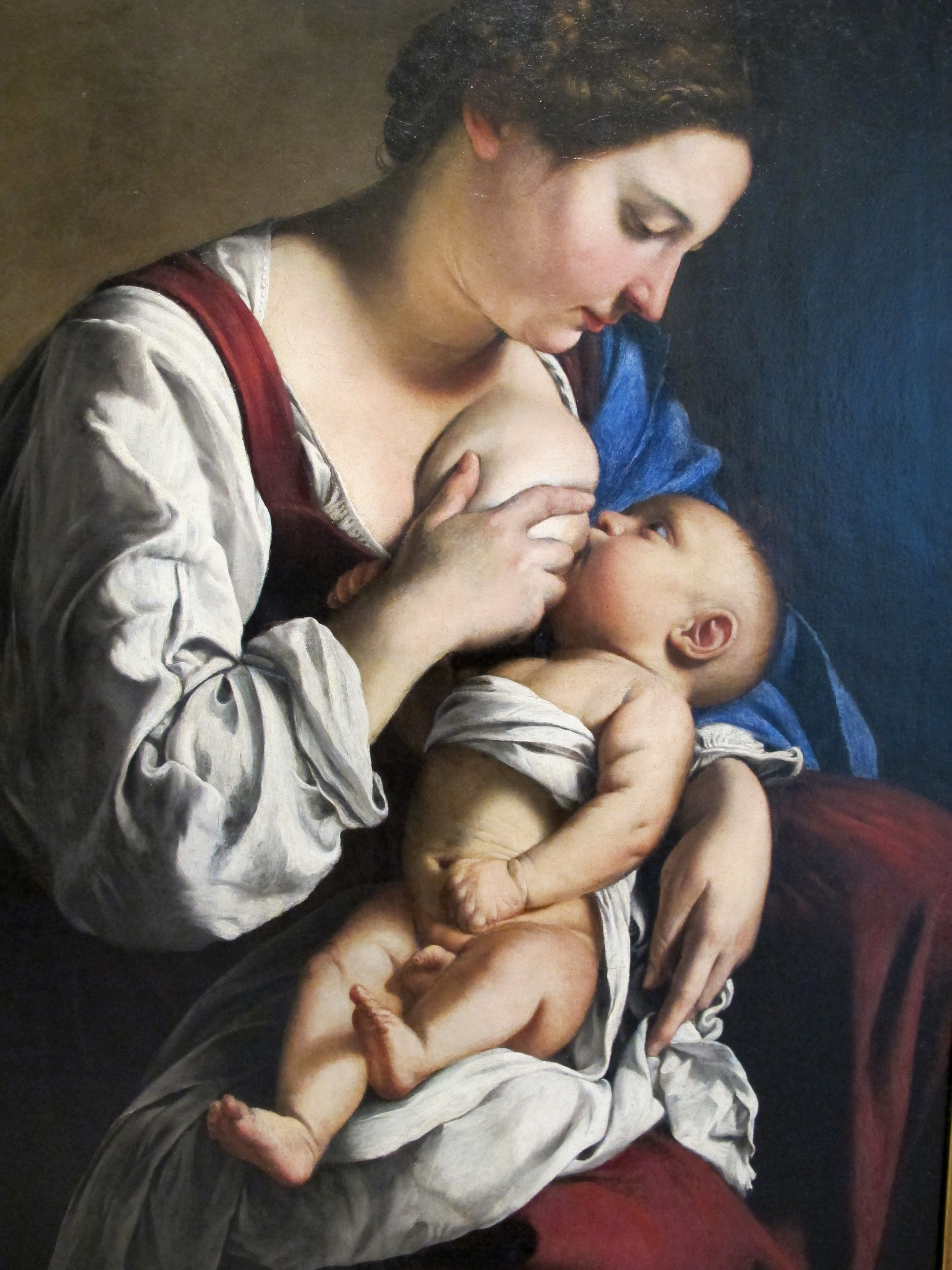
Madone à l’Enfant, 1609, Musée national d’Art de Roumanie, Bucarest
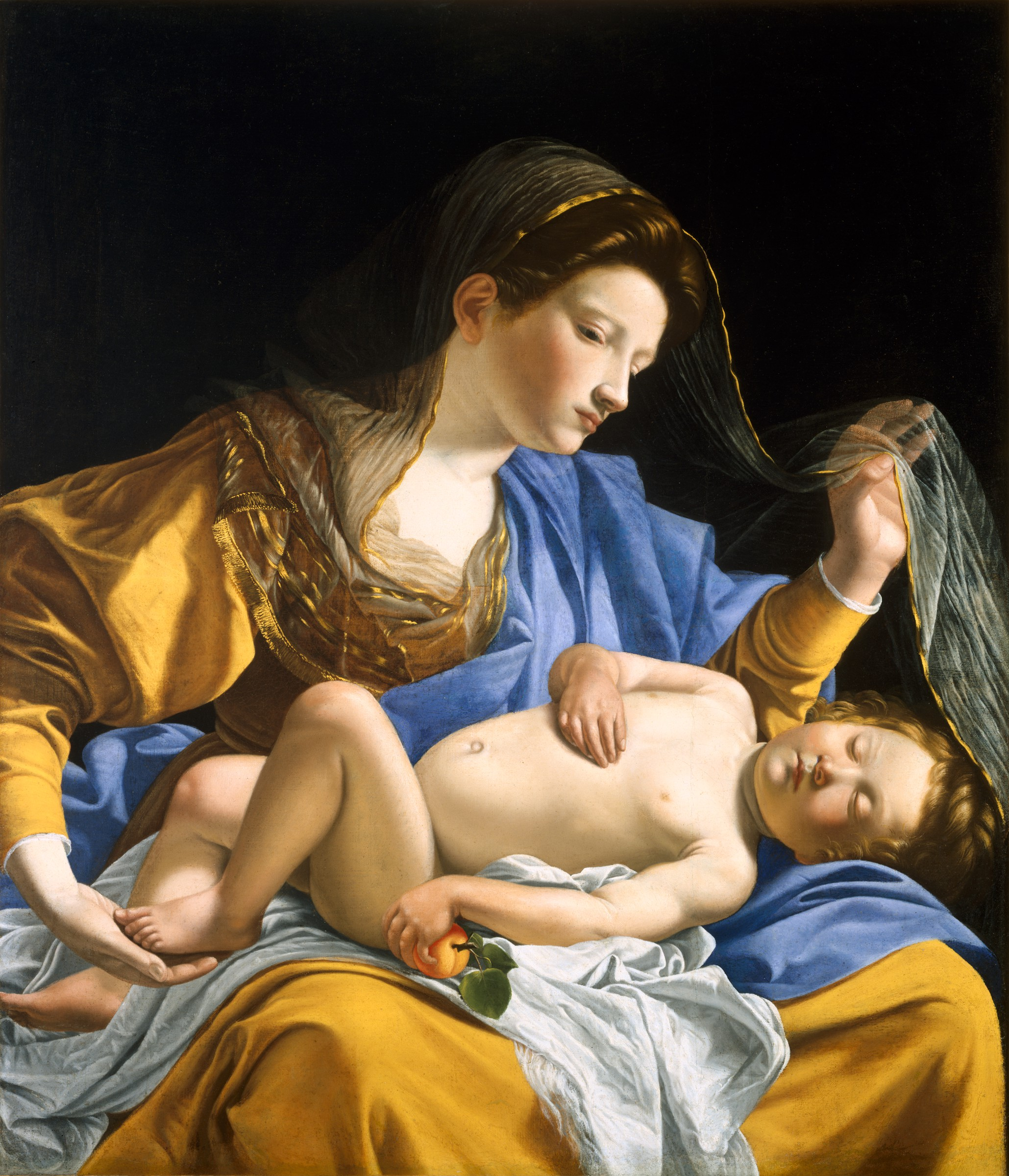
Madone à l’Enfant, 1610, Fogg Art Museum, Cambridge Massachusetts

En 1610, il crée le David avec la tête de Goliath.
Dans cette représentation la tête du Géant nous rappelle celle du Goliath de Caravage ; cependant, ici, elle n'est pas placée au premier plan, comme chez Caravage.
Gentileschi n’en fait pas un trophée, mais la met en arrière-plan dans un lieu où la lumière ne l'atteint pas, ce qui la rend flou par rapport à David, alors que ce dernier est complètement exposé à la lumière.

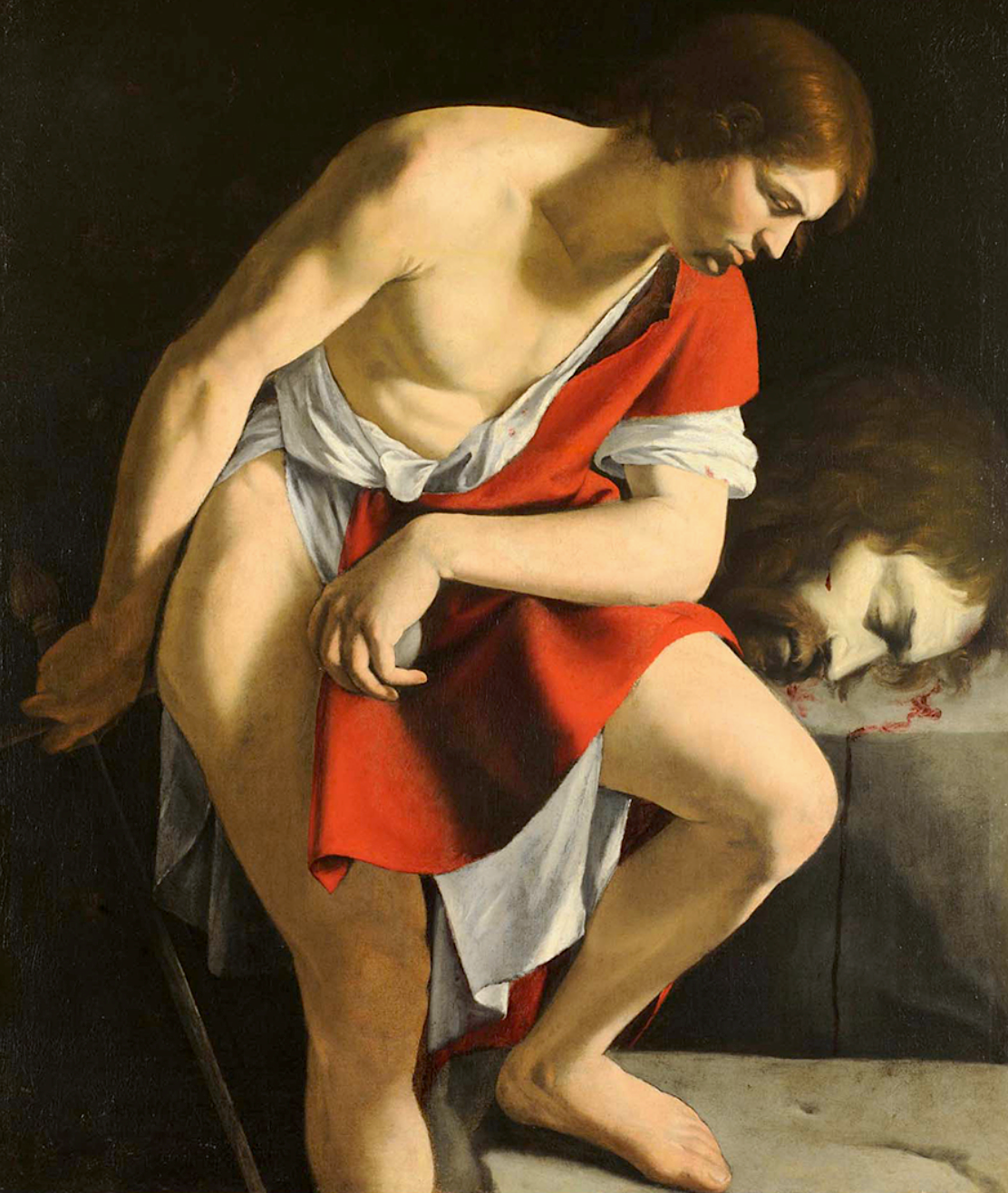
David Contemplant la tête de Goliath, Galleria Nazionale delle Marche, Urbino (propriété de l’état - aussi localisée Palazzo Spada à Rome)

L’expression de son visage semble froncée et presque dégoûtée par la mort, bien que le vainqueur semble avoir honte de son succès et garde l'arme avec laquelle il a tué Goliath presque cachée. En effet, l'arme n'est pas éclairée, et reste parfaitement dans l'ombre.

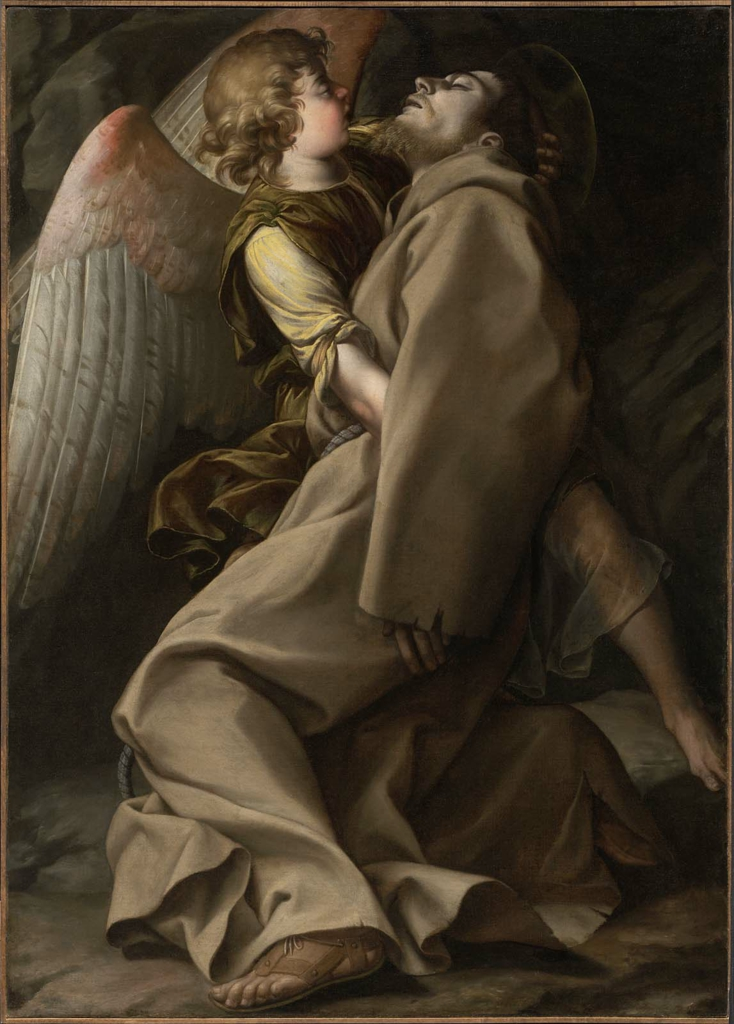
Saint François porté par un Ange, env.1600, Musée des Beaux-Arts de Boston
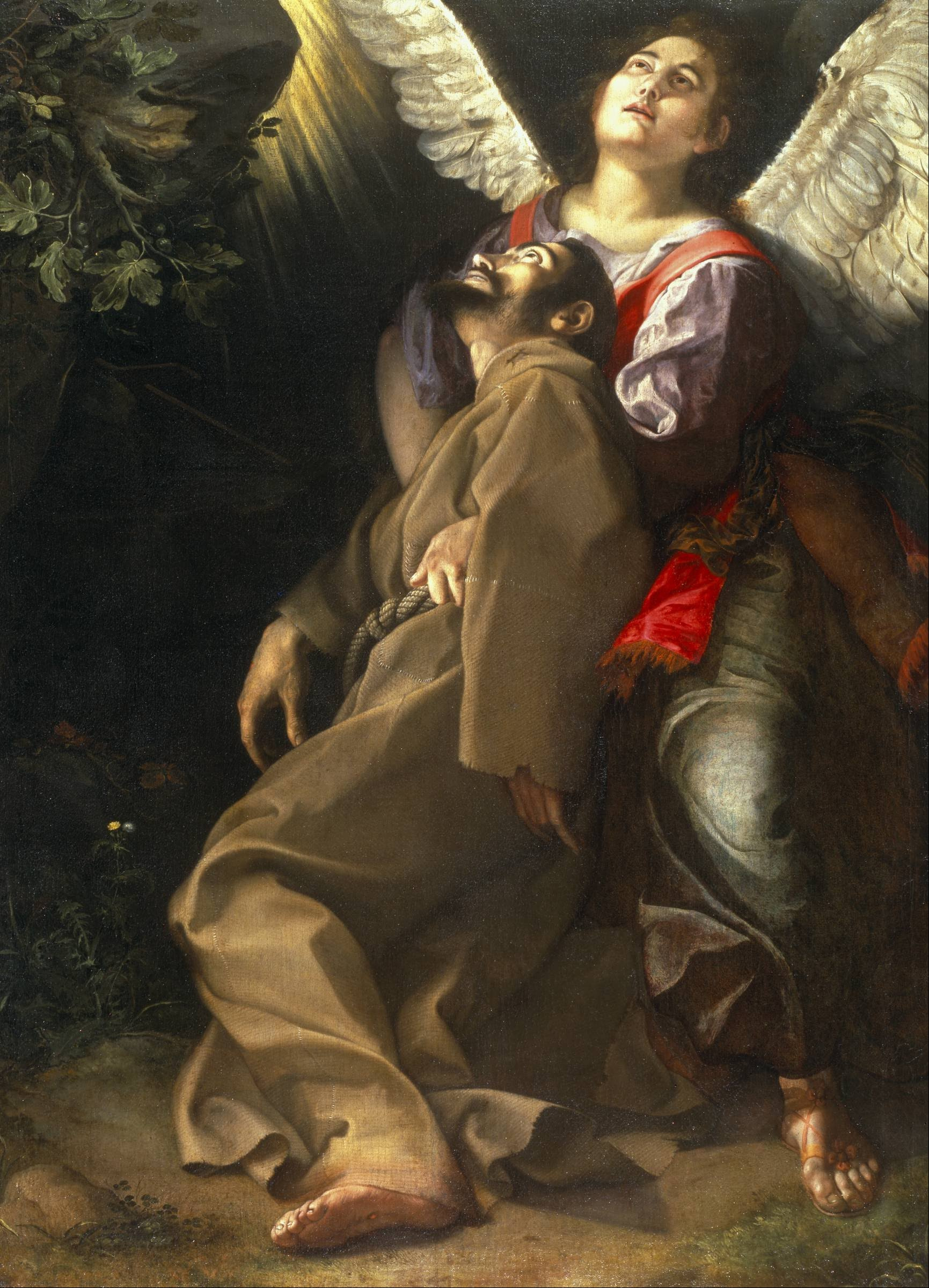
Saint François porté par un ange, entre 1600 et 1601
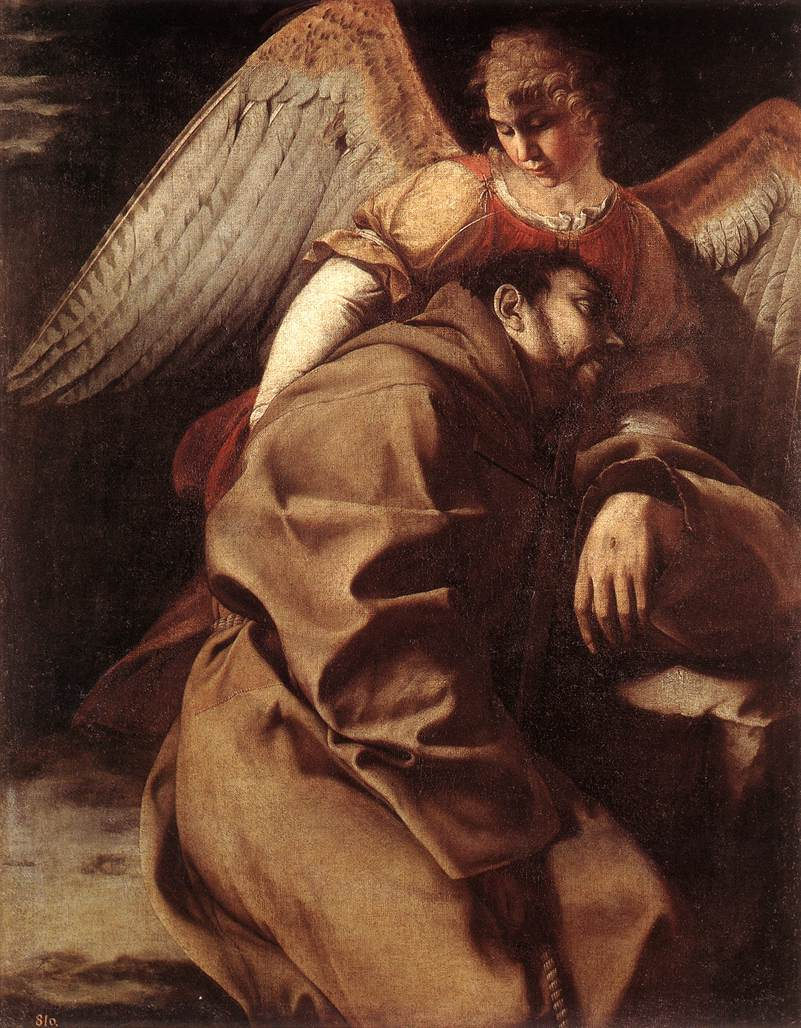
Saint François d’Assise soutenu par un Ange, 1603
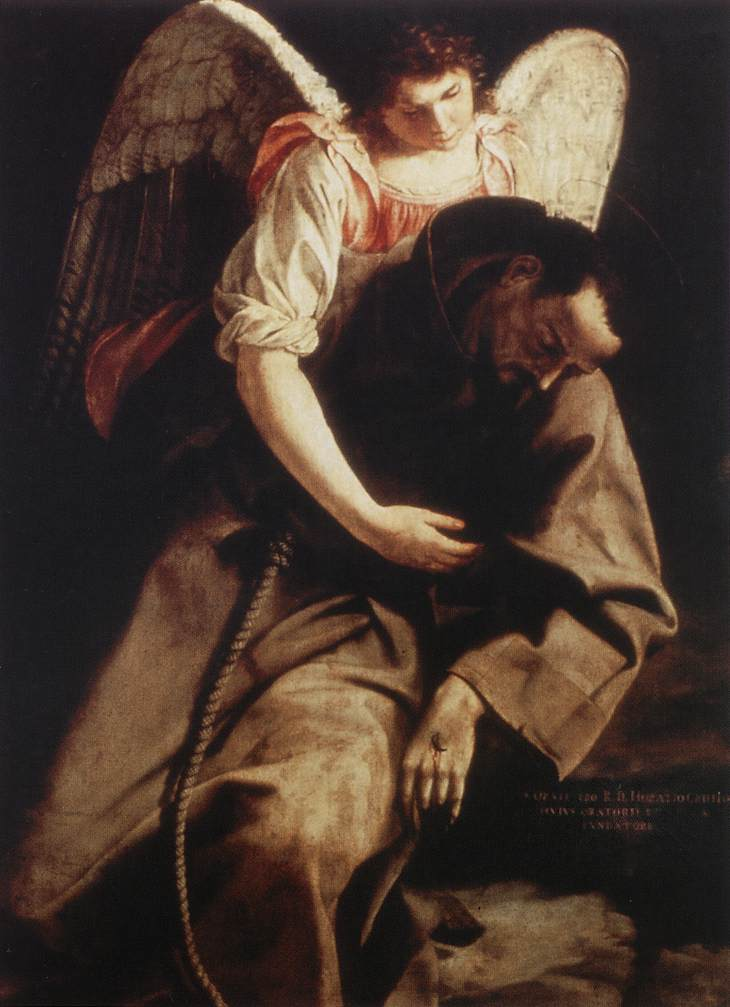
Saint François soutenu par un Ange, 1613

Influencé par Le Caravage dont il a été le disciple direct, il est le plus vieux des peintres caravagesques, même s'il s'est brouillé définitivement avec lui. Il a mis dans ses œuvres de plus en plus d'accents personnels, dont une pureté des formes ; son style propre est élégant et raffiné, en oubliant les artifices de composition du maître (personnages à mi-corps, pas de perspective mais des plans successifs, ténébrisme...).

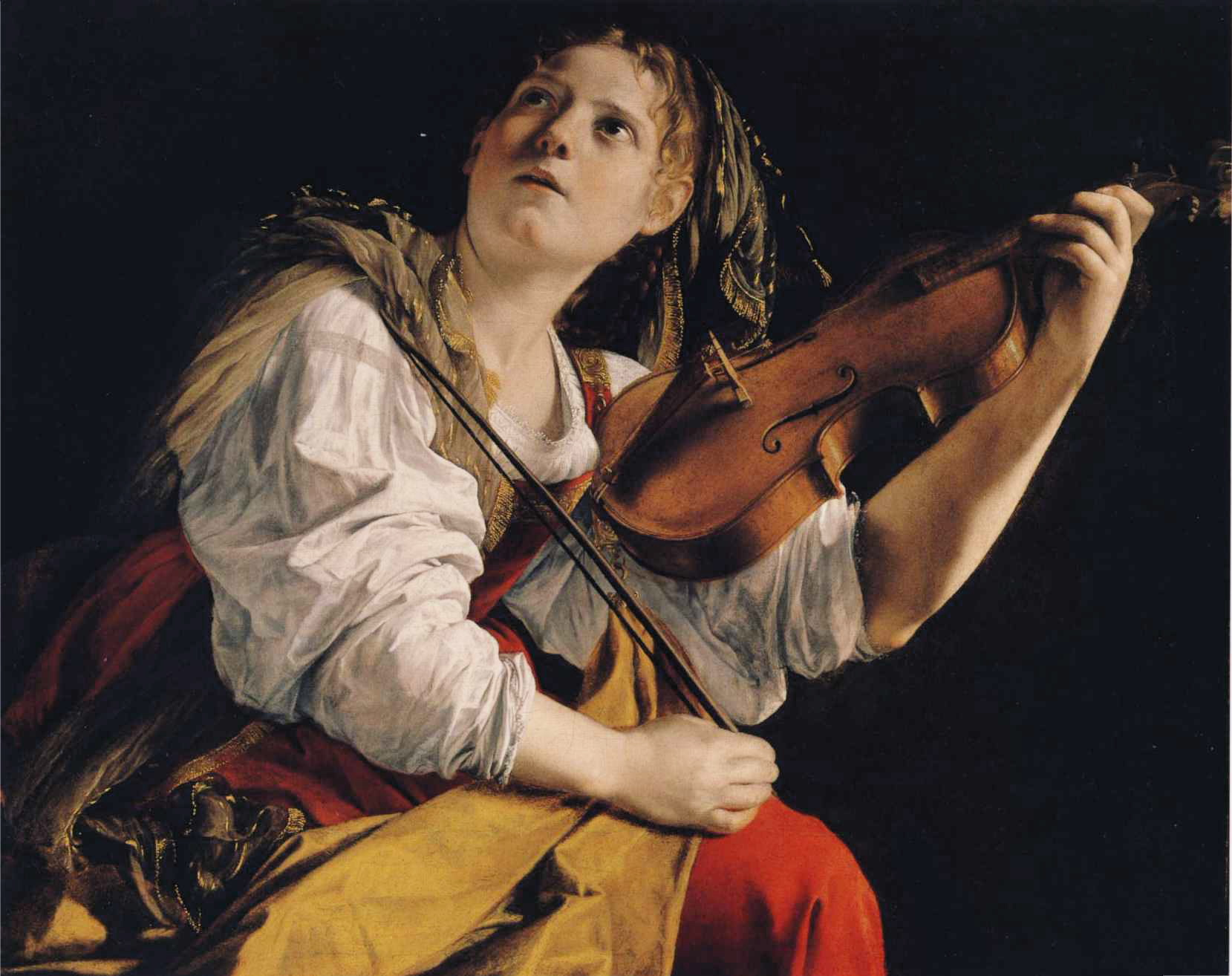
Jeune femme au violon, 1612. Detroit Institute of Arts

Entre 1609 et 1610, ses relations avec le Duc de Mantoue sont documentées ; pour ce dernier, il crée une Vierge à l'Enfant (peut-être celle de la Galerie Contini-Bonacossi ). Les relations avec le paysagiste Agostino Tassi avec qui il peint les fresques de la "Loggia di Montecavallo" (l'actuel palais Pallavicini Rospigliosi) remontent également à cette période ; les relations avec Tassi prendront fin en 1612 avec le procès intenté contre lui pour avoir abusé d'Artemisia, alors âgée de quinze ans (il est en effet de nouveau appelé à la cour de Rome comme témoin à charge contre son collègue coupable du viol de sa fille, elle aussi peintre).

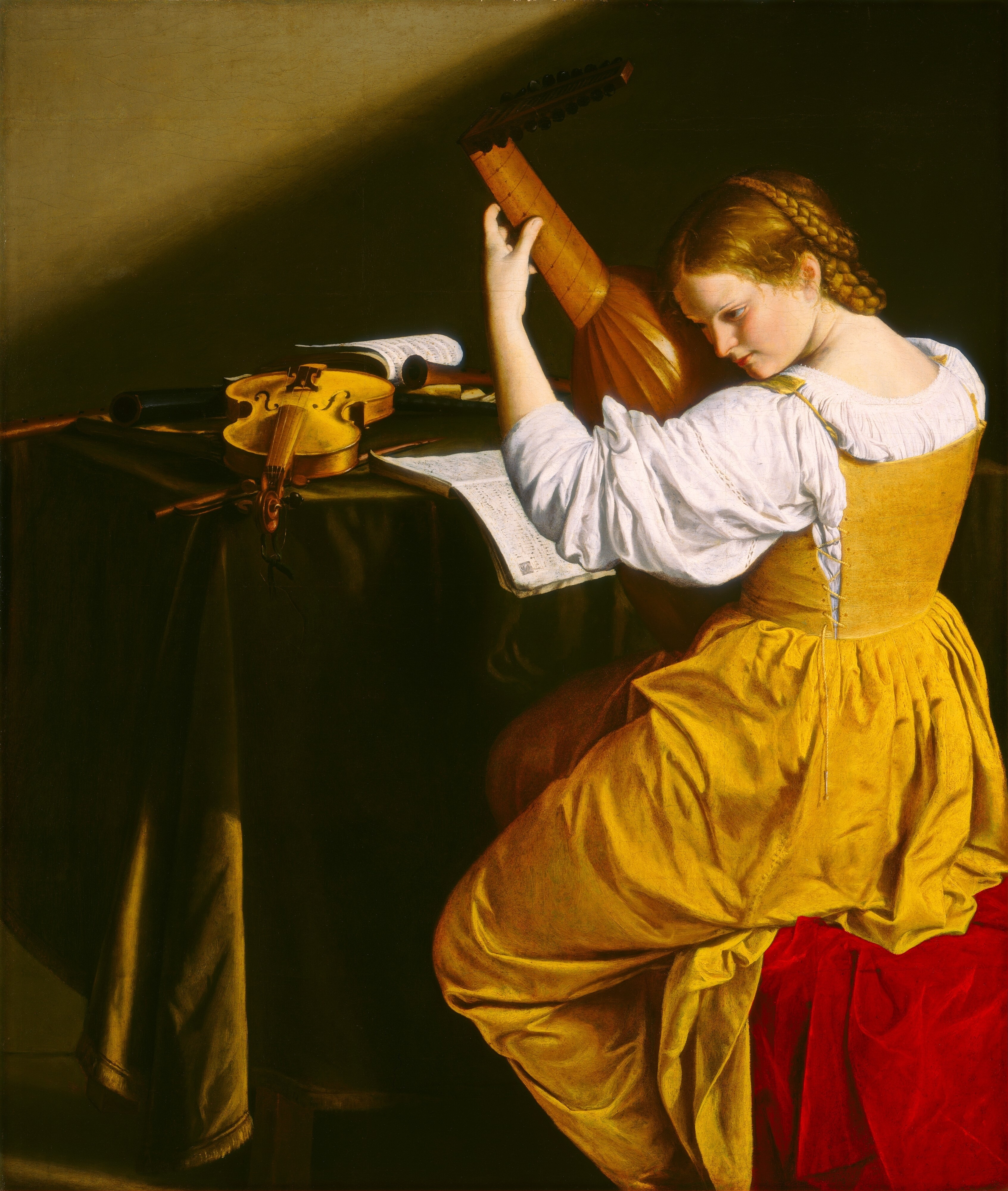
La Joueuse de luth, 1612, National Gallery de Londres où l’on reconnait l’emploi de la lumière diagonale du saint Matthieu de Caravage pour l’église saint Louis des Français à Rome.

### La période marchesane (1613-1621)

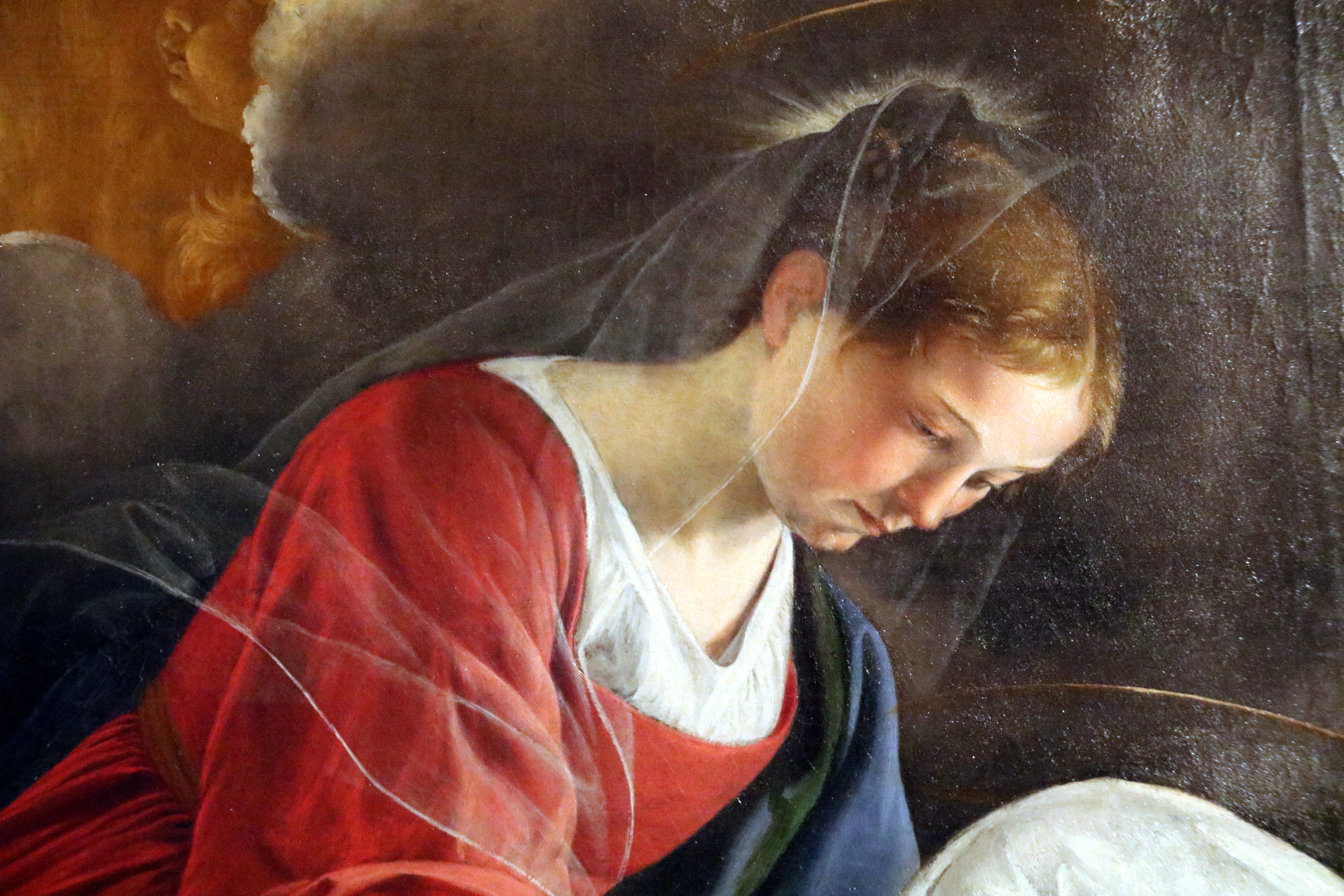
détail de la Vision de Santa Francesca Romana.

Après cette période romaine où il rencontre Guido Reni et Le Caravage, il travaille dans la région des Marches entre 1613 et 1621, notamment à Fabriano et à Pesaro. Il se bâtit alors une réputation exceptionnelle grâce à ses œuvres pour mécènes dans les villes d’Ancône et de Fabriano.
En 1613, il se rend donc à Fabriano dans la Marche d’Ancône où il réalise quelques retables dont celui représentant un saint François soutenu par un Ange, thème qu’il a déjà abordé précédemment.
Le sens dramatique tient en la position presque frontale du saint et de la manière de donner de l'éclat aux sujets, l'ange apparaît ici plus pensif et plus divin, il apparaît plus clair, plus plastique, plus calme que dans la version précédente ; toute la peinture est imprégnée d'un sentiment d'immobilité et c'est ce qui rend la peinture hautement poétique, de ne pas savoir si les sujets inspirent pitié ou joie en ce que le Christ les fait participer à sa souffrance.
Les fresques de la Cathédrale San Venanzio de Fabriano et celles de l'Église de San Benedetto datent de cette même période.
Dans ces œuvres, quelque chose d'un provincialisme apparait, peut-être dû au choix de ses assistants ; sans négliger les expériences picturales précédentes qui le mûrissaient lentement stylistiquement.
Tout un mélange d'impressions et d'expériences se retrouve dans la maison de la Madone de la Rose, plus connue sous le nom de Vision de Santa Francesca Romana, et sur laquelle on reste sans voix. L’effet est d’une grand poésie, par la délicatesse du colori et des expressions. Sans vouloir porter atteinte à l’œuvre de Gentileschi, le résultat nous évoque la peinture du Corrège.

À cette évocation, l'œuvre du peintre pisan en est par là-même exaltée : les nuées qui fermaient les portes du monde à la Vierge semblent être ouvertes par quelque chérubin qui s'y cache à la manière d'enfants du vent, ils sont encore là tandis que la sainte adore l’Enfant-Jésus d'un visage qui apparaît serein, heureux et conscient de l'opportunité qui lui a été réservée, tandis que le petit ange à droite regarde la vierge qui à ce moment ne semble qu'une femme suspendue dans l'attente de reprendre son bébé dans ses bras. 

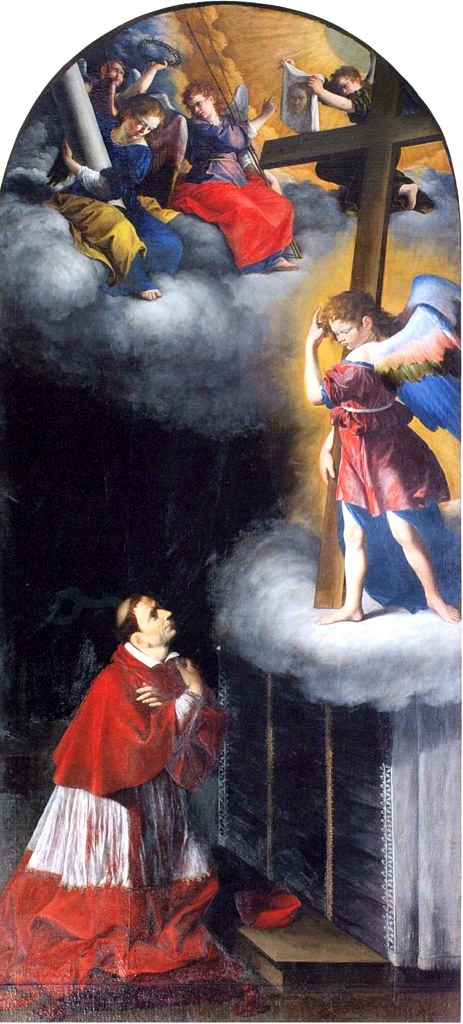
Saint Charles Borromée contemplant les instruments de la Passion, Eglise San Benedetto de Fabriano.
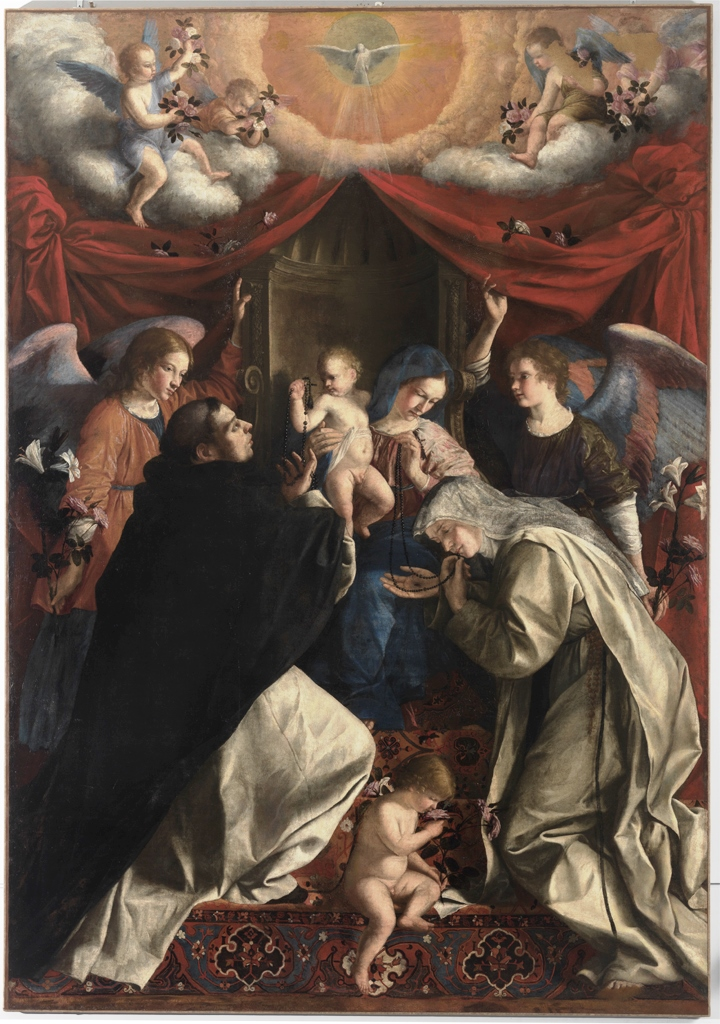
Madone du Rosaire, Pinacothèque civique Bruno Molajoli de Fabriano
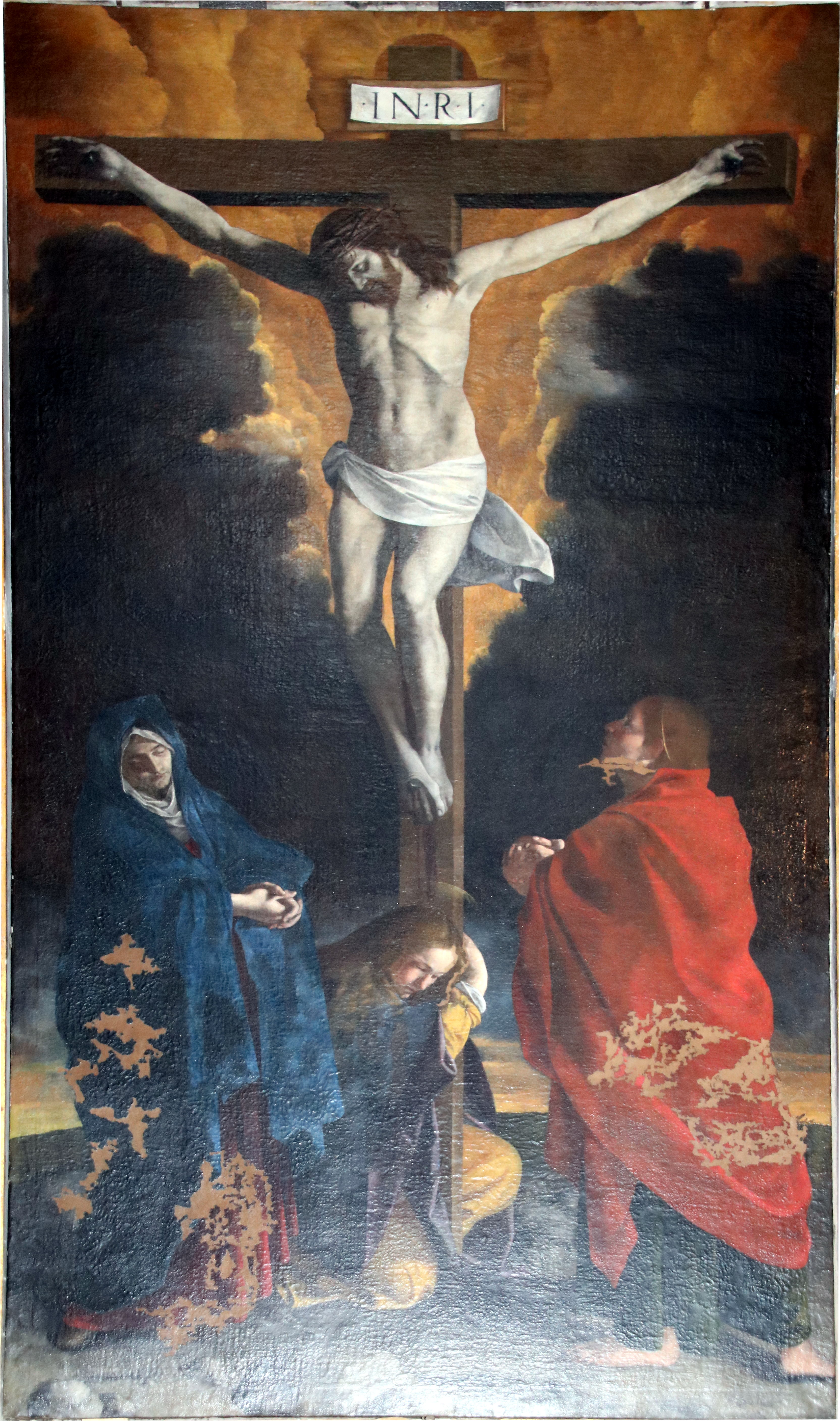
Crucifixion dans la Cathédrale San Venanzio de Fabriano
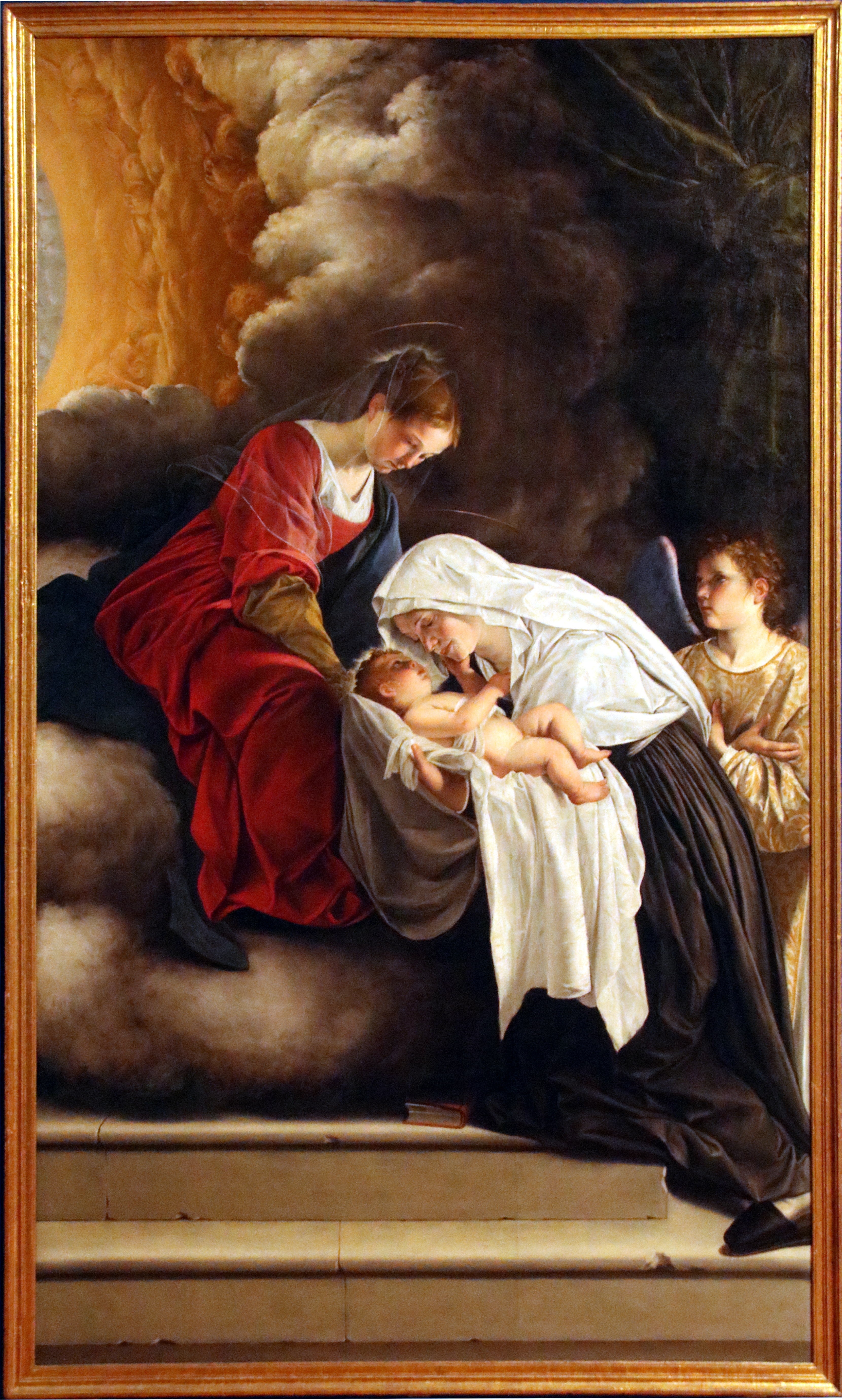
La Vision de Santa Francesca Romana, Galerie nationale des Marches, Urbino
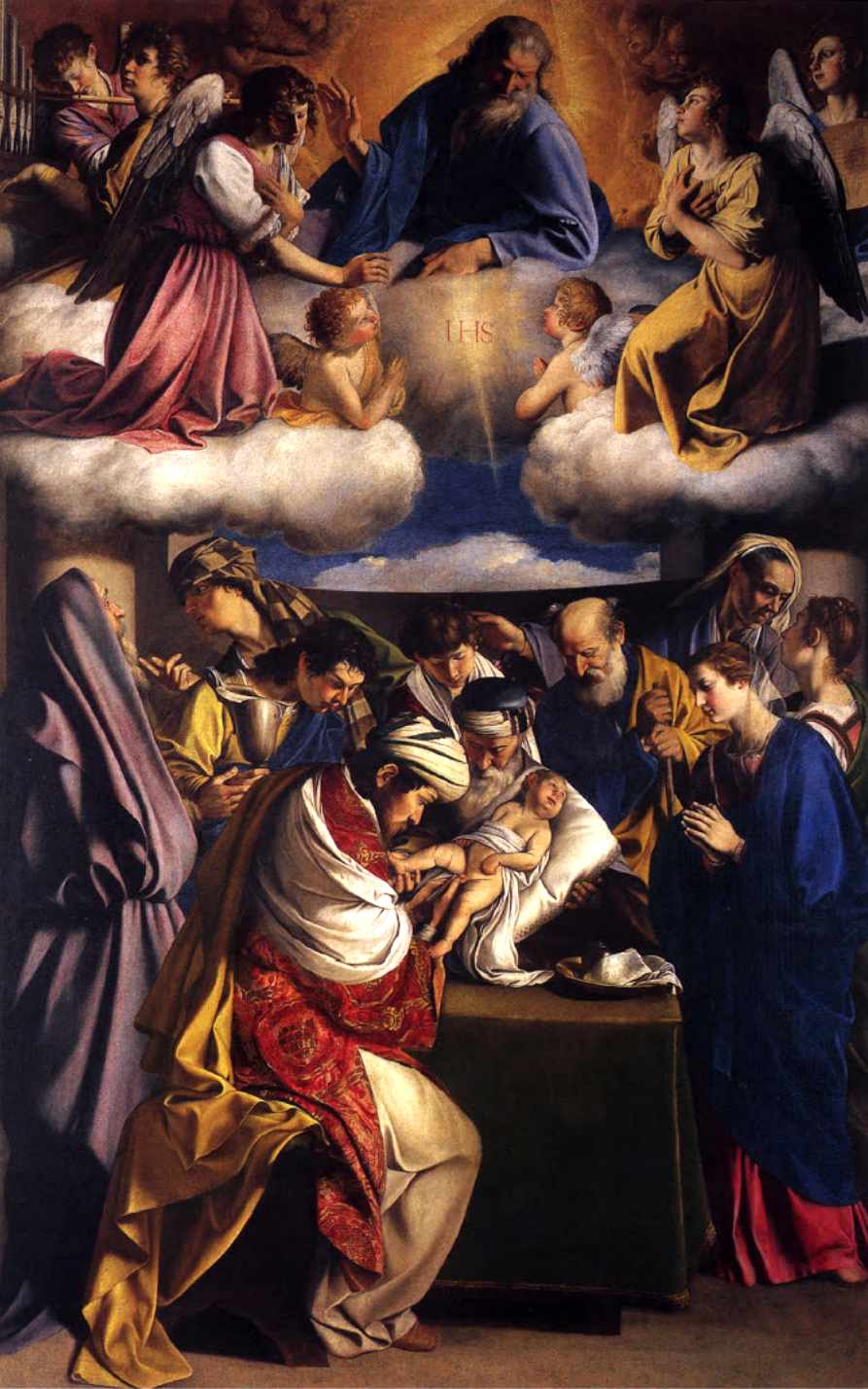
La Circoncision de Jésus, Pinacothèque Podesti d'Ancône

Autour de 1619-1621, sa période dans les Marches semble prendre fin, marquée par une demande du peintre à Francesco Maria II della Rovere pour obtenir quelques missions à Pesaro.

### En France
Il se rend à Gênes à l’invitation de Giovanni Antonio Sauli. puis retourne en Toscane entre 1621 et 1624 .
Il a influencé notablement le peintre espagnol Juan Bautista Maíno.
Il séjourne en France à partir de l’été ou l’automne 1624 à la cour de la Reine-Mère Marie de Médicis.
ll peint pour le Palais du Luxembourg, La Félicité publique triomphant des dangers, probablement commandé par la reine Marie de Médicis-même.

Son séjour parisien influencera la peinture des frères Le Nain, de Philippe de Champaigne et de Laurent de La Hyre.

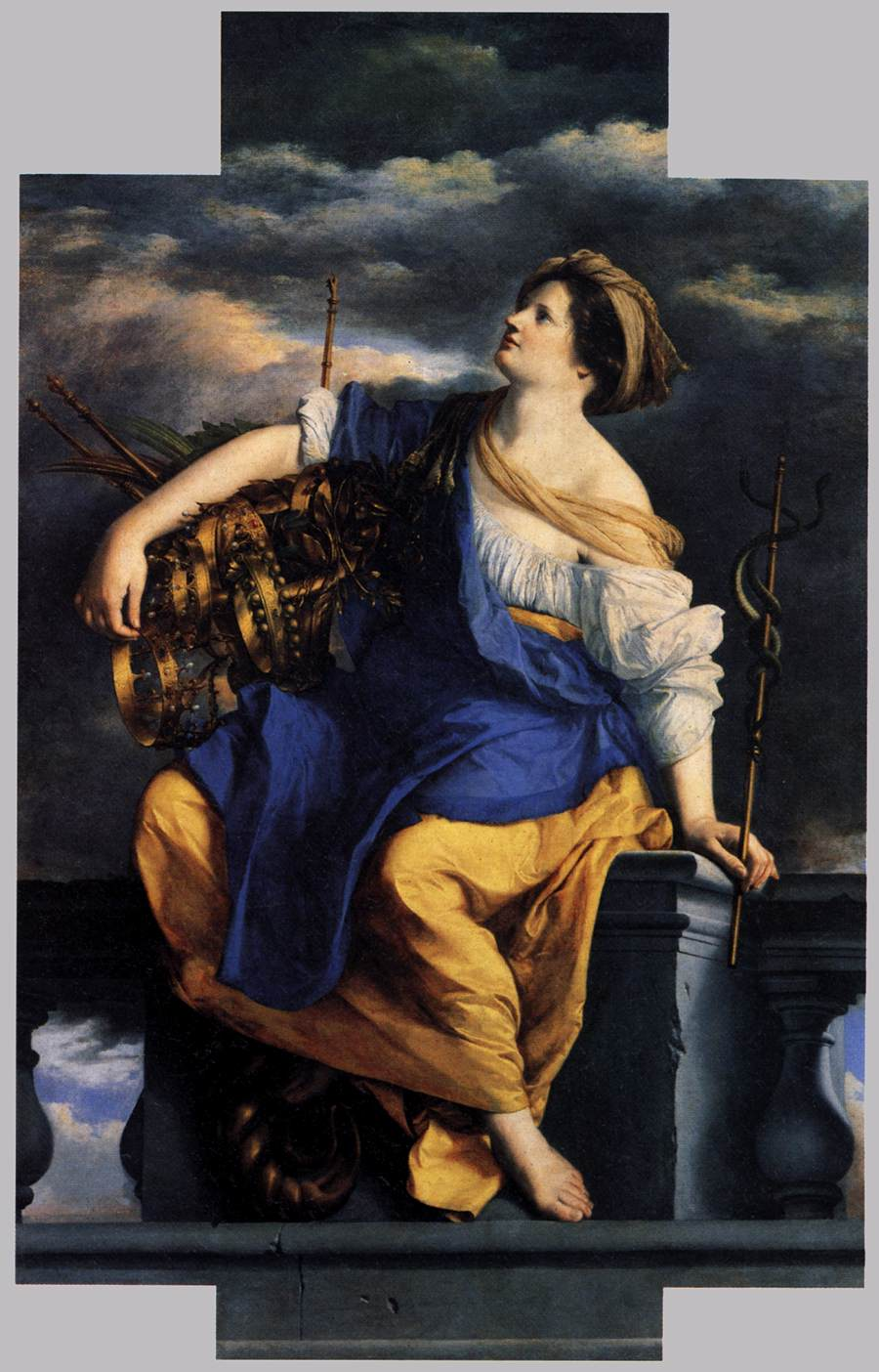
La Félicité publique triomphant des Dangers, 1624-1625, Musée du Louvre, Paris
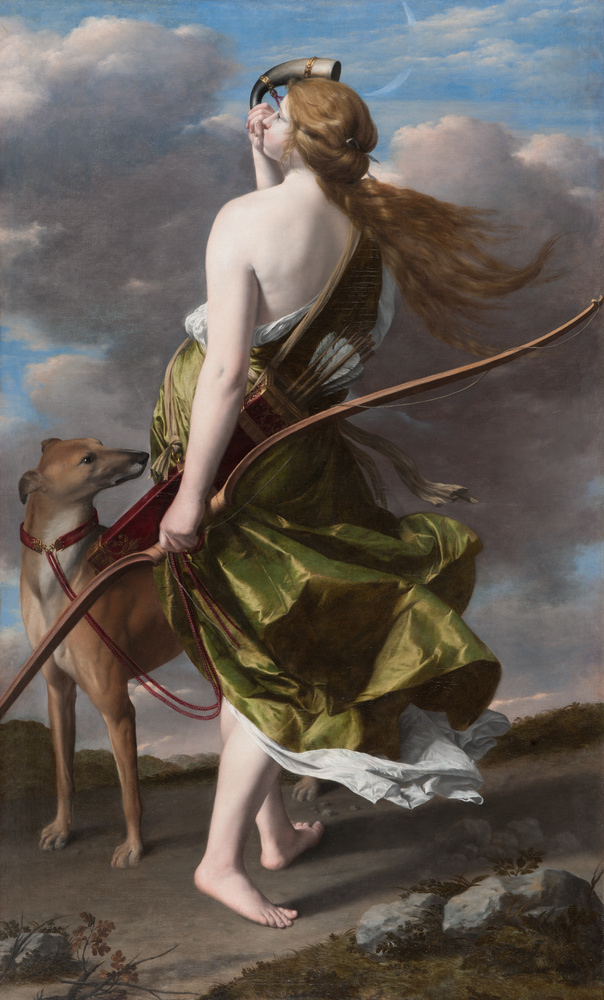
Diane Chasseresse, Musée des Beaux-Arts de Nantes, 1626 (?)

### Transfert à Londres et années suivantes (1626-1639)
Charles Ier , depuis son accession au trône en 1625, n'a eu de cesse de faire venir en Angleterre les plus grands peintres étrangers de l'époque.
C'est ainsi qu'il invite, en 1626, Orazio Gentileschi accompagné de ses trois fils. Il fait partie de l’envoyé du premier ministre du roi et deviendra peintre de cour.
Il y réalise de grands décors et des répliques de ses peintures connues, comme c'est probablement le cas du Repos de la sainte famille pendant la Fuite en Égypte,)

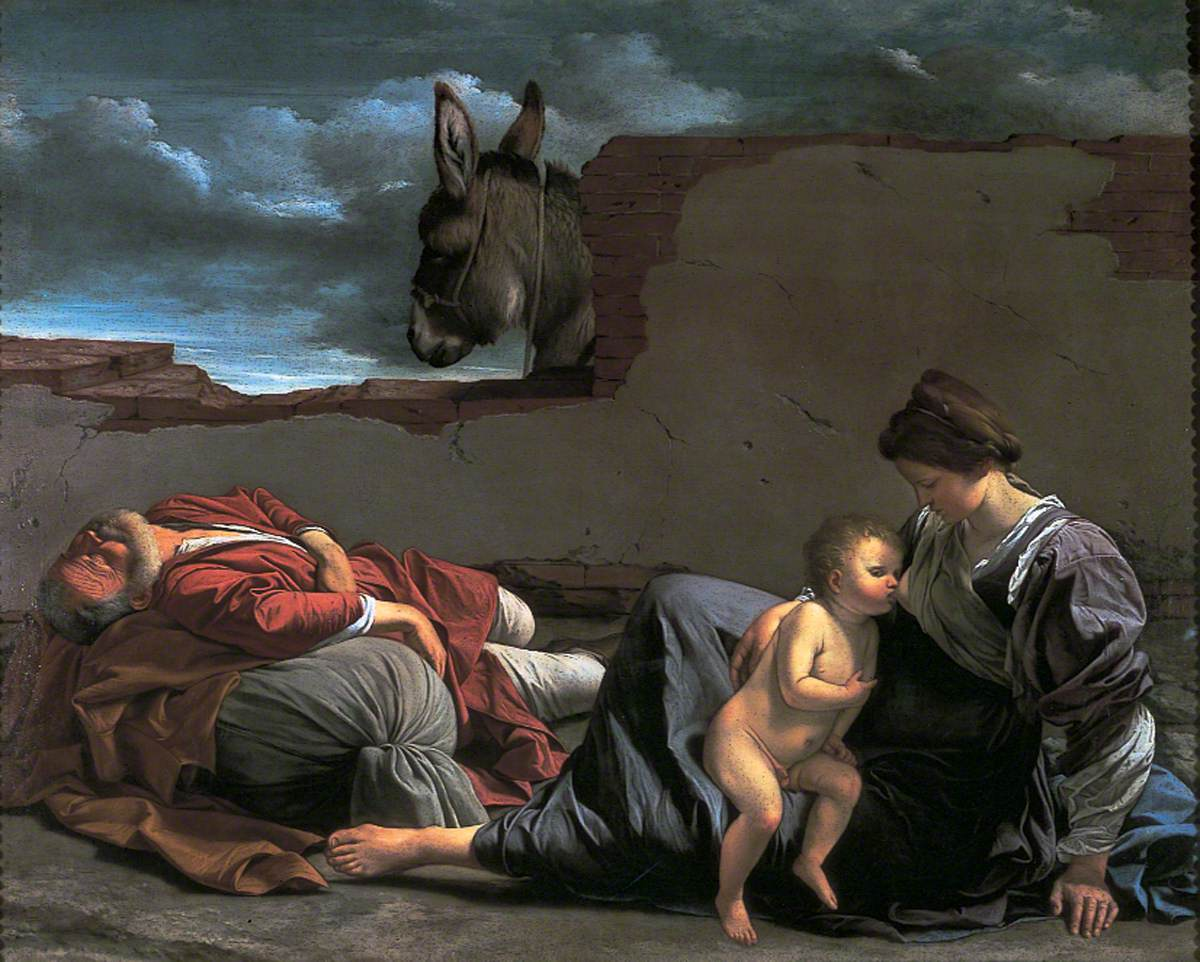
Repos durant la fuite en Égypte, 1626, Galerie Nationale de l'Ombrie, Pérouse

En 1630, il réalise la Découverte de Moïse (Madrid, Musée du Prado). Cette dernière période de sa vie, peut-être due à une liberté d'expression limitée ou à cause de la vie de cour, sera presque totalement malheureuse. Le peintre meurt le 7 février 1639 à Londres.
Si pour certains critiques d’aujourd'hui, le style d'Orazio devient de plus en plus conventionnel et se pare d’un classicisme au goût de l'aristocratie anglaise, d’autres considèrent les œuvres de la période anglaise du pisan plus élégantes, parfaites techniquement, et plus sobres que ses peintures des périodes antérieures.

Peintre préféré de la reine Henriette Marie, Orazio Gentileschi reçoit la charge de la décoration d'un plafond (Allégorie du Triomphe de la Paix et des Arts) dans la Maisons des Délices  à Greenwich.

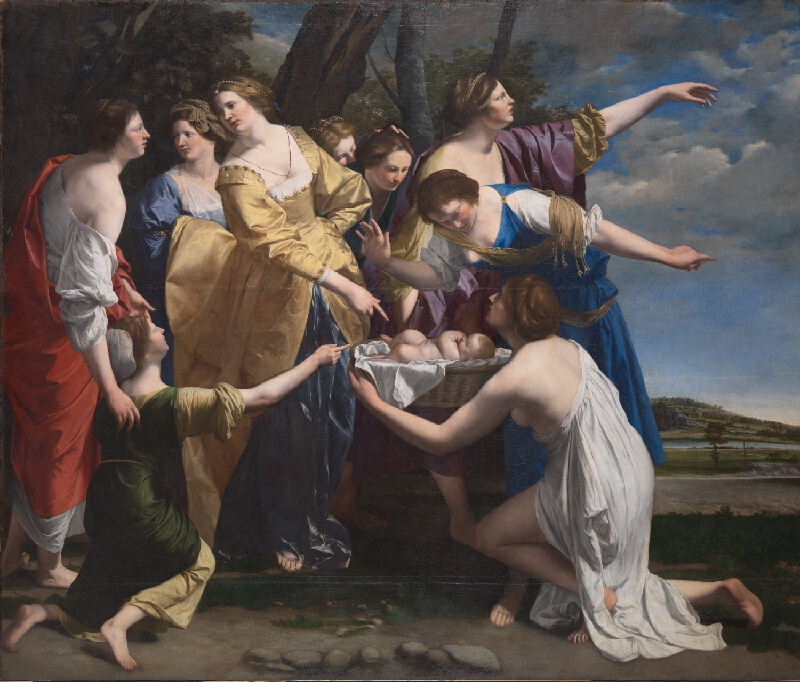
Moïse sauvé des eaux, 1633. Musée du Prado, Madrid
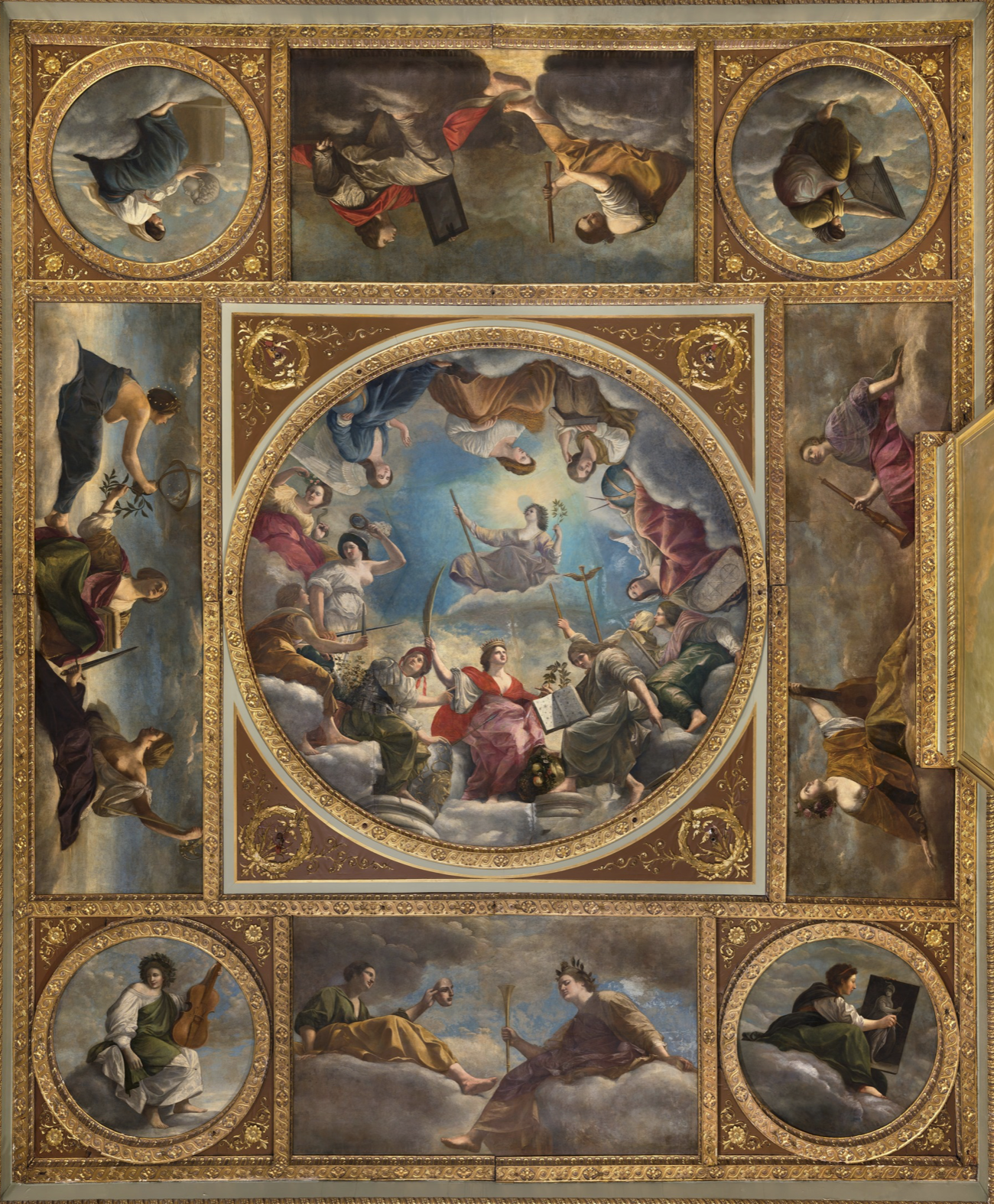
Allégorie de la Paix et des Arts pour le Grand Hall de la Queen’s House de Queen Henrietta Maria à Greenwich.

Sa fille, Artemisia Gentileschi, elle-même peintre reconnu, le rejoint à l'invitation du roi en 1638. Le père et la fille collaborent au plafond, mais Orazio meurt à Londres en 1639 et est enterré à La Chapelle de la Reine à la Somerset House.

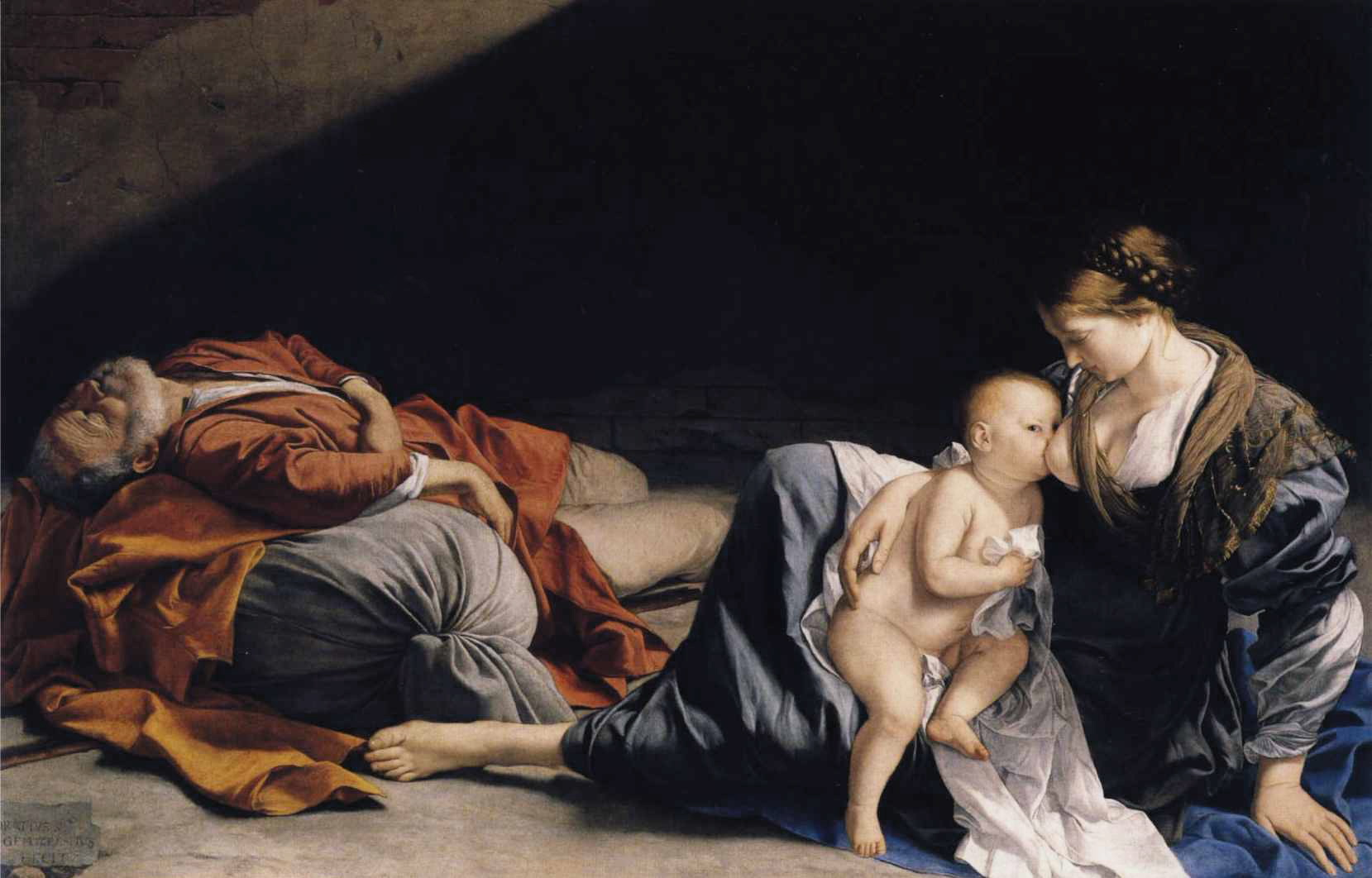
Repos pendant la fuite en Égypte, entre 1625 et 1626, Kunsthistorisches Museum de Vienne

### Postérité et influences
- Orazio Gentileschi a essaimé auprès des peintres de l’Europe entière les bases d'un renouveau pictural, apportant un raffinement à la peinture espagnole qu’elle ne connaissait pas, offrant à la Hollande le clair-obscur baroque de son maître Caravage, posant les principes de la grande peinture allégorique à la française, et de celle académique à l'anglaise.

- En Angleterre, le peintre flamand Antoine van Dyck fait un portrait-dessin de Gentileschi qu’il inclut dans sa série de portraits des grands artistes, dirigeants politiques, collectionneurs et scientifiques de l’époque qu’il a l’intention de publier comme un ensemble de gravures. Ce portrait a été gravé par Felice Polanzani.
- Il a influencé notablement le peintre espagnol Juan Bautista Maíno.

## Œuvres

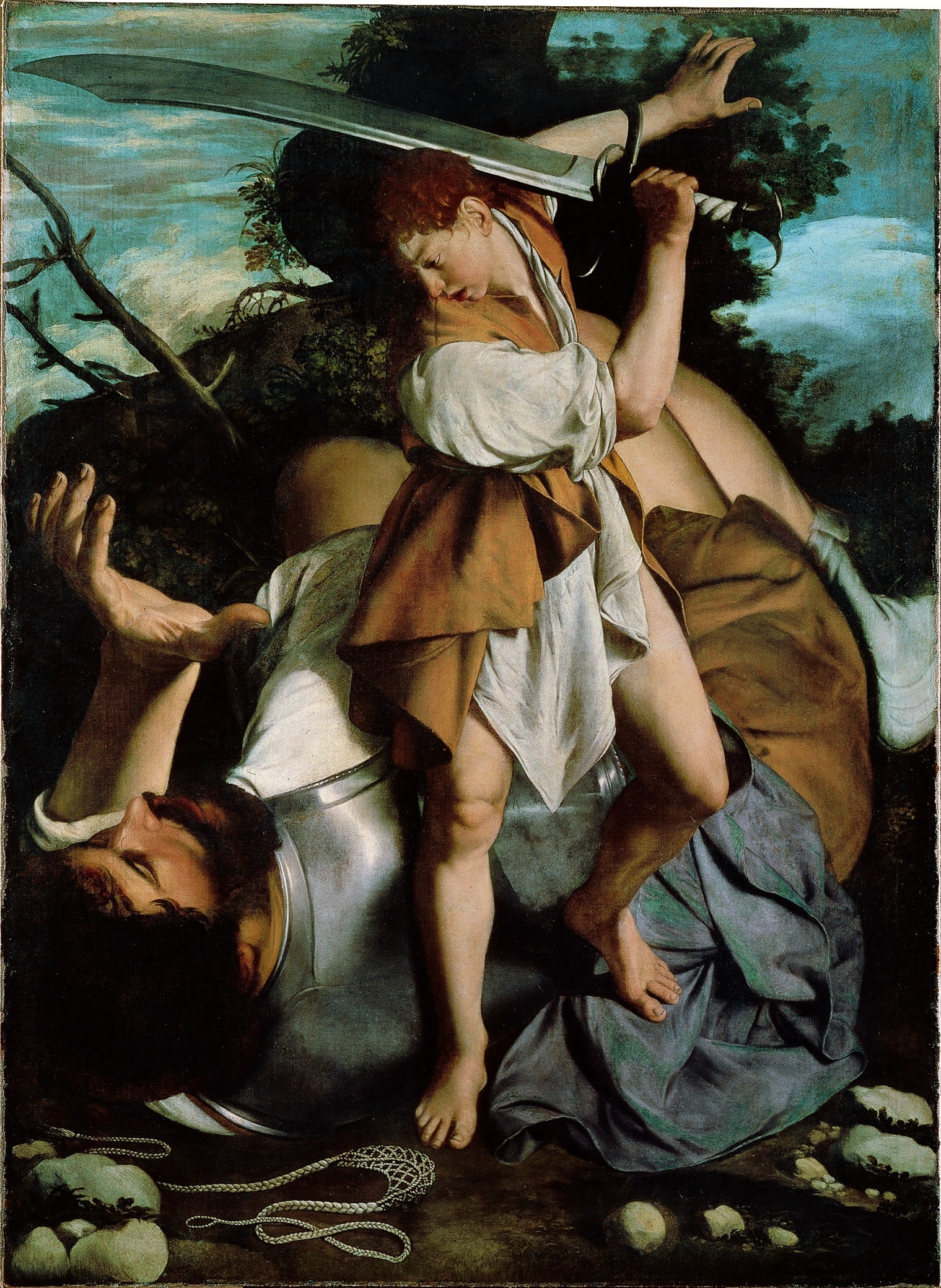
David et Goliath, vers 1605-1606, Galerie Nationale d'Irlande, Dublin
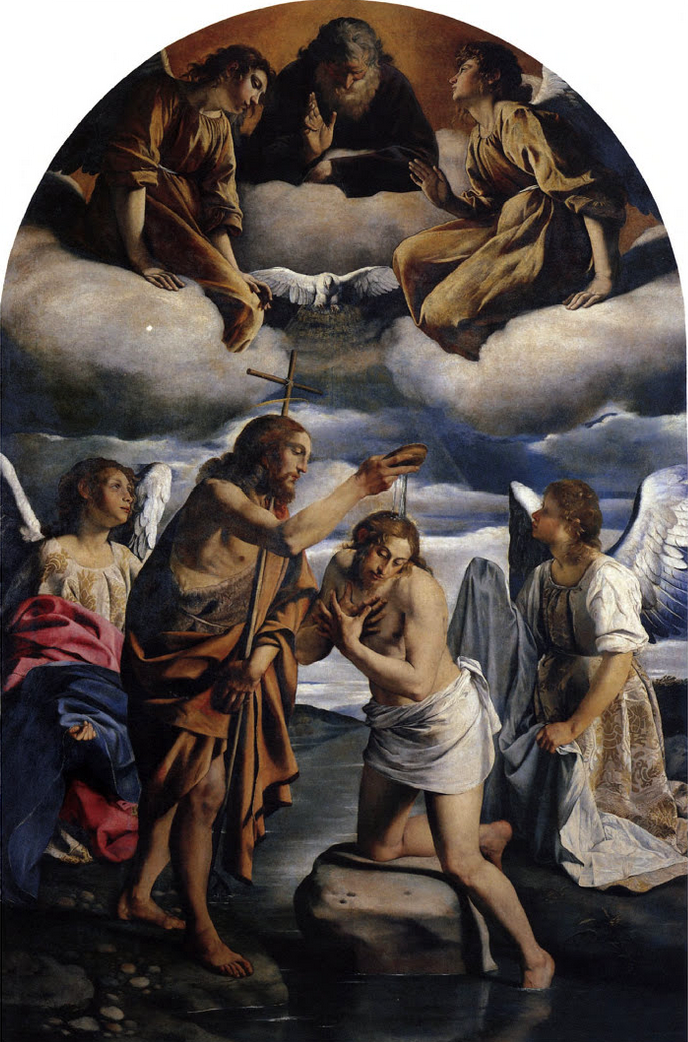
Le Baptême du Christ, 1605-1607, Église Santa Maria della Pace, Rome
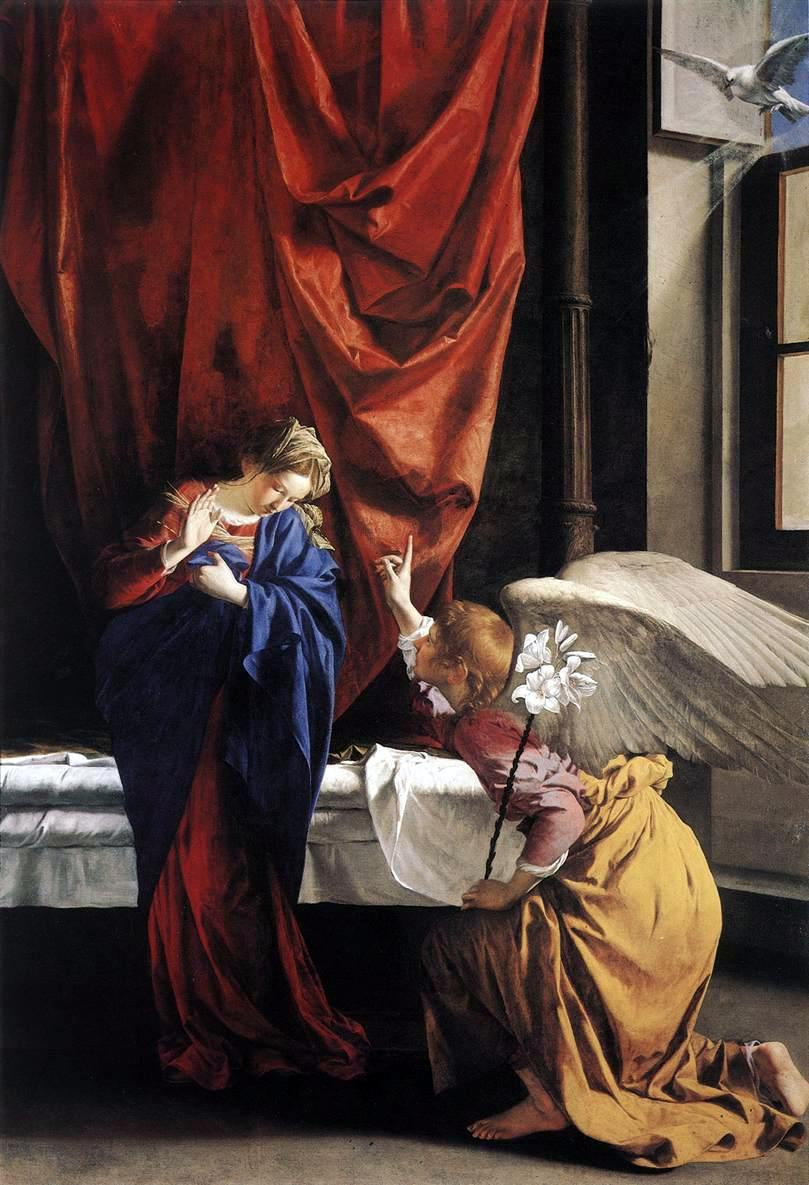
Annonciation, vers 1623, galerie Sabauda à Turin.
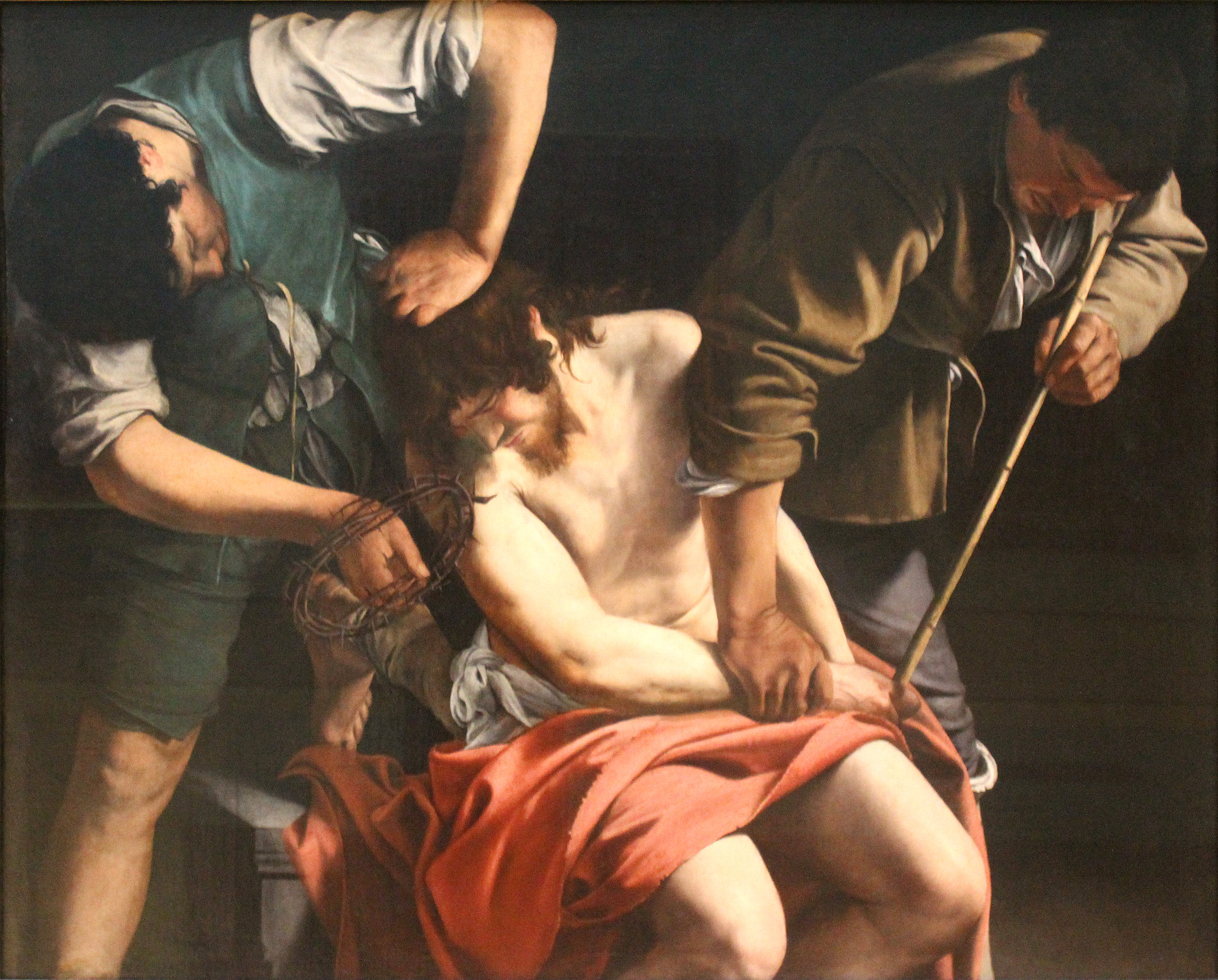
Le Couronnement d'épines 1612-1615 - Baunschweig, Herzog Anton Ulrich Museum

### À Rome
- Saint François soutenu par un ange (1612-1613), huile sur toile, 133 × 98 cm, Rome, palais Barberini, Galleria Nazionale d'Arte Antica.
- Vierge à l'Enfant, Palais Corsini, Galleria Nazionale d'Arte Antica, Rome.
- Judith et la servante avec la tête d'Holopherne (1611-1612 env.), huile sur toile, 123 × 142 cm, Vatican, musées du Vatican.

### Dans les Marches
- Vision de sainte Francesca Romana ,(1615-1619), huile sur toile, Galleria Nazionale delle Marche, Urbino
- David contemplant la tête de Goliath (1610 env.), huile sur toile, 173 × 142 cm, Galleria Nazionale delle Marche, Urbino
- Circoncision (1616-1620 env.), huile sur toile, 390 × 252 cm, Pinacoteca civica Francesco Podesti, Ancône.
- Crucifixion, (1610-1620), huile sur toile, (140 x 116), Cathédrale de San Venanzio, Fabriano

### Reste de l'Italie
- Vierge à l'Enfant dans un paysage (1615-1620), huile sur toile, Gênes, Palazzo Rosso.

- Sainte Cécile, Saint Valerien et Tiburce (1620 env.), huile sur toile, 350 × 218 cm, Milan, pinacothèque de Brera.
- Annonciation (1623 env.), huile sur toile, 286 × 196 cm, Turin, Galerie Sabauda.

### France
- Le Bonheur ou La Félicité publique triomphant des dangers (1624), huile sur toile, 268 × 170 cm, Paris, musée du Louvre
- Le Repos de la Sainte Famille pendant la fuite en Égypte (1628), huile sur toile, 157 × 225 cm, Paris, musée du Louvre
- Diane chasseresse (1625-1639), huile sur toile, 215 × 135 cm, Nantes, Musée des beaux-arts

### En Angleterre
- Sainte Marie Madeleine pénitente (1626-1628 env.), huile sur toile, 163 × 208 cm, Vienne, Kunsthistorisches Museum.
- Joseph et la femme de Putiphar (1626-1630, huile sur toile, 204,9 × 261,9 cm, Windsor, Royal Collection.
- Repos pendant la fuite en Égypte (1628), huile sur toile, 157 × 225 cm Paris, musée du Louvre
- Cupidon et Psyché (1628-1630), huile sur toile, 137 × 160 cm, Saint-Pétersbourg, Musée de l'Ermitage.
- Moïse sauvé des eaux (1630-1631), huile sur toile, 257 × 301 cm, Londres, National Gallery.
- Moïse sauvé des eaux (1633), huile sur toile, 242 × 281 cm, Madrid, musée du Prado.
- Une Sibylle (1635-1638 env.), huile sur toile, 59 × 68,7 cm, Windsor, Royal Collection.

### Reste de l'Europe
- Montée au calvaire (1600-1605 env.), huile sur toile, 138,5 × 173 cm, Vienne, Kunsthistorisches Museum.
- Saint François et un ange (1603 env.), huile sur toile, 126 × 98 cm, Madrid, musée du Prado.
- Paysage avec saint Christophe qui fait traverser un enfant (1605-1610), huile sur toile, 21 × 28 cm, Berlin, Staatliche Museen.
- Vierge qui allaite l'Enfant (1609 env.), huile sur toile, Bucarest, Musée national d'art de Roumanie
- Judith et sa servante avec la tête d'Holopherne (vers 1608-1612), huile sur toile, 136 × 160 cm, Oslo, Musée national de l'Art, de l'Architecture et du Design.
- Judith et sa servante (vers 1612), huile sur toile, 131 × 101 cm, Bilbao, Musée des Beaux-Arts de Bilbao.
- Le Couronnement d'épines (vers 1613-1615), huile sur toile, 119,5 × 148,5 cm, Brunswick, Musée Herzog Anton Ulrich.
- Deux femmes dans le miroir (1620 env.), huile sur toile, 132,5 × 154,5 cm, Munich, Alte Pinakothek.
- Loth et ses Filles (1621 env.), huile sur toile, 120 × 168,5 cm, Madrid, musée Thyssen-Bornemisza.
- Loth et ses Filles (1628 env.), huile sur toile, 226 × 282 cm, Musée des Beaux-Arts de Bilbao

### Amérique
- L'Annonciation (vers 1600-1605), huile sur albâtre 49,5 × 38,5 cm, collection Alana, Newark (Delaware).
- Jeune femme au violon (1612 env.), huile sur toile, 83,5 × 97, Detroit Institute of Arts
- La Joueuse de luth (1612-1620 env.), huile sur toile, 144 × 129 cm, Washington, National Gallery of Art.
- Portrait de jeune femme en Sibylle (1620 env.), huile sur toile, 82,5 × 73 cm, Museum of Fine Arts, Houston, Texas.
- Danaé (1621 env.), huile sur toile, 163,5 × 228,5 cm, Cleveland Museum of Art
- Loth enivré par ses filles (1622 env.), huile sur toile, 59 × 74 cm, J. Paul Getty Museum, Los Angeles.

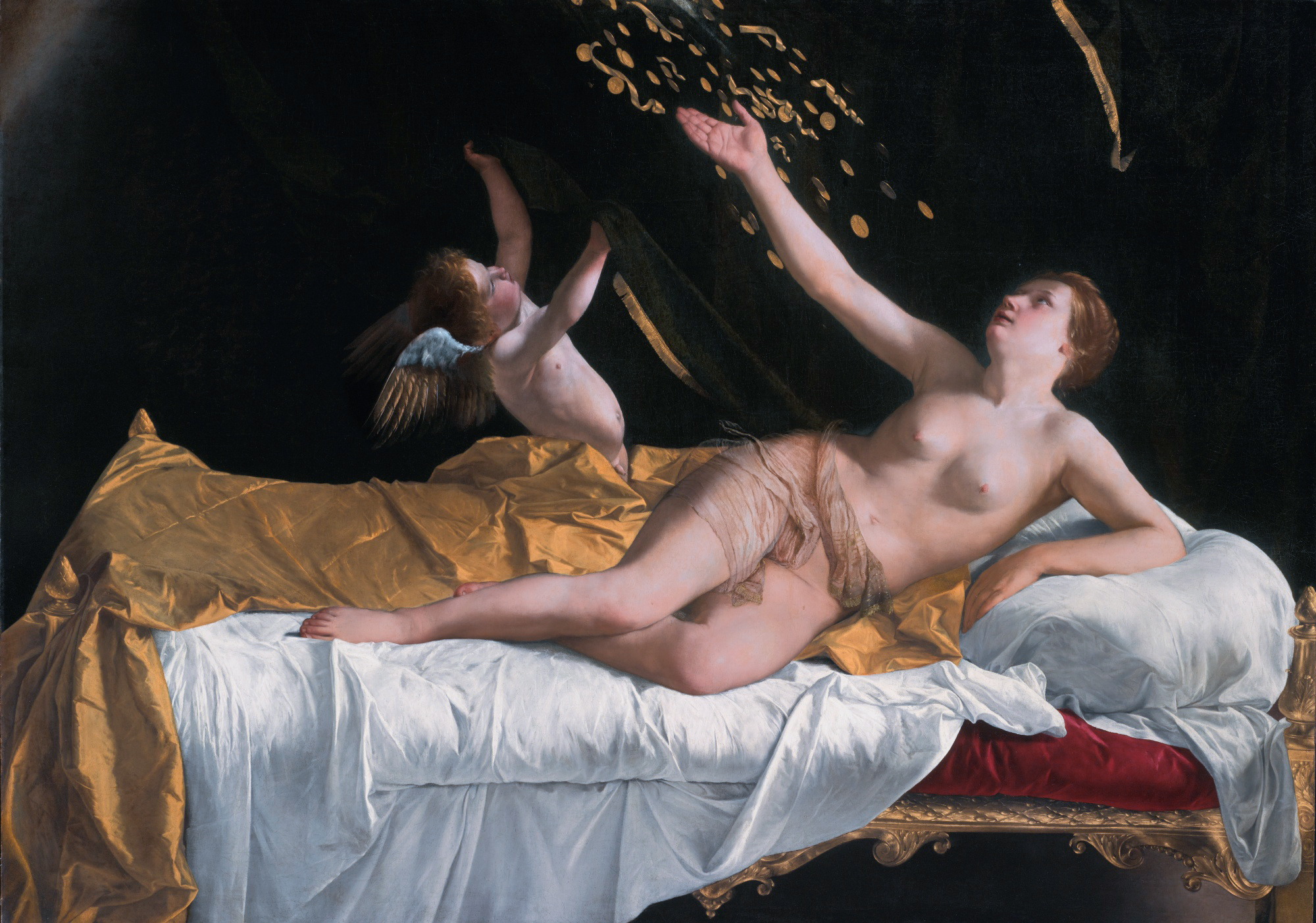
Danaé, entre 1621 et 1623, J. Paul Getty Museum., Californie
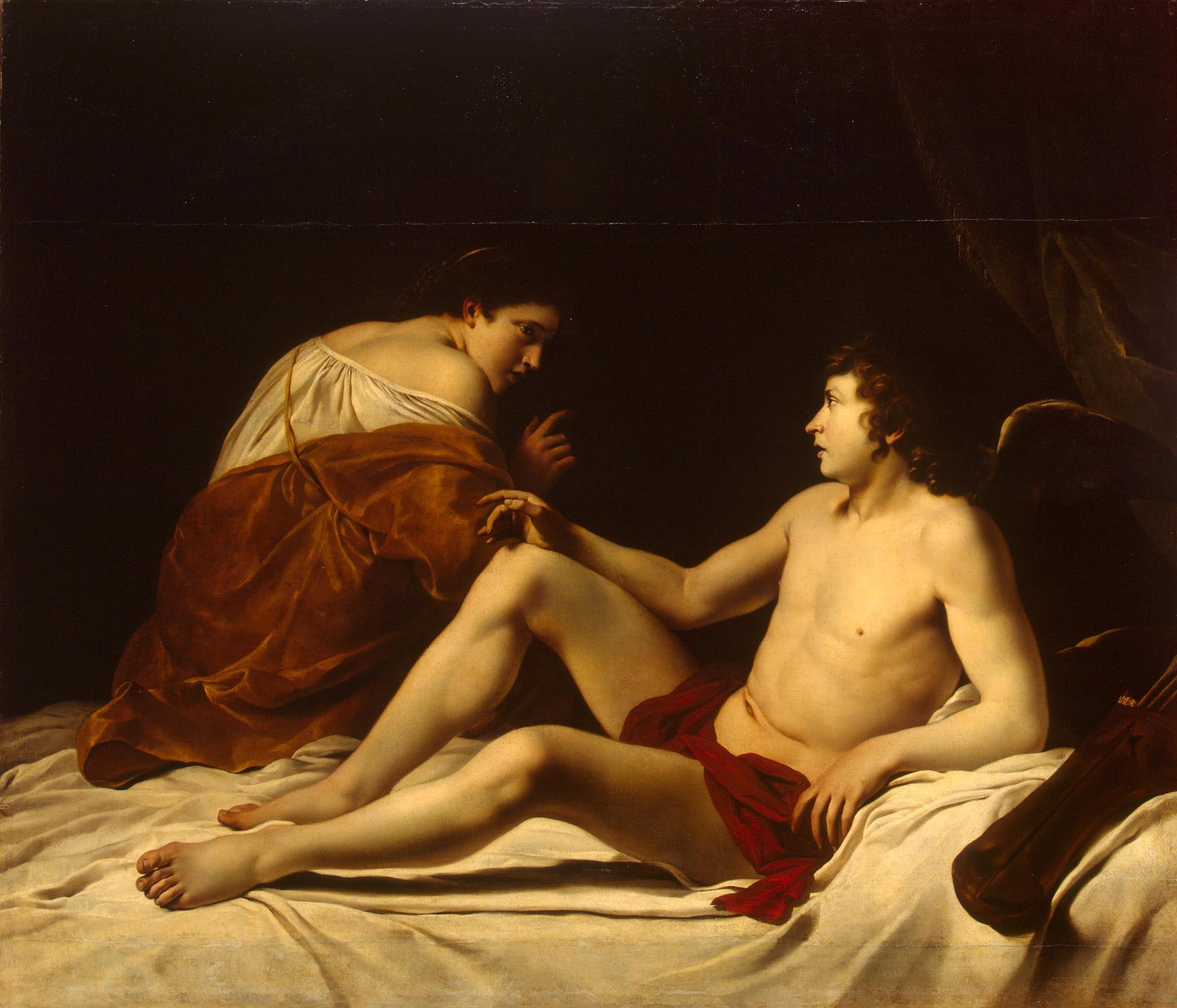
Cupidon et Psyché, 1628, Musée de l’Ermitage, Saint-Petersbourg
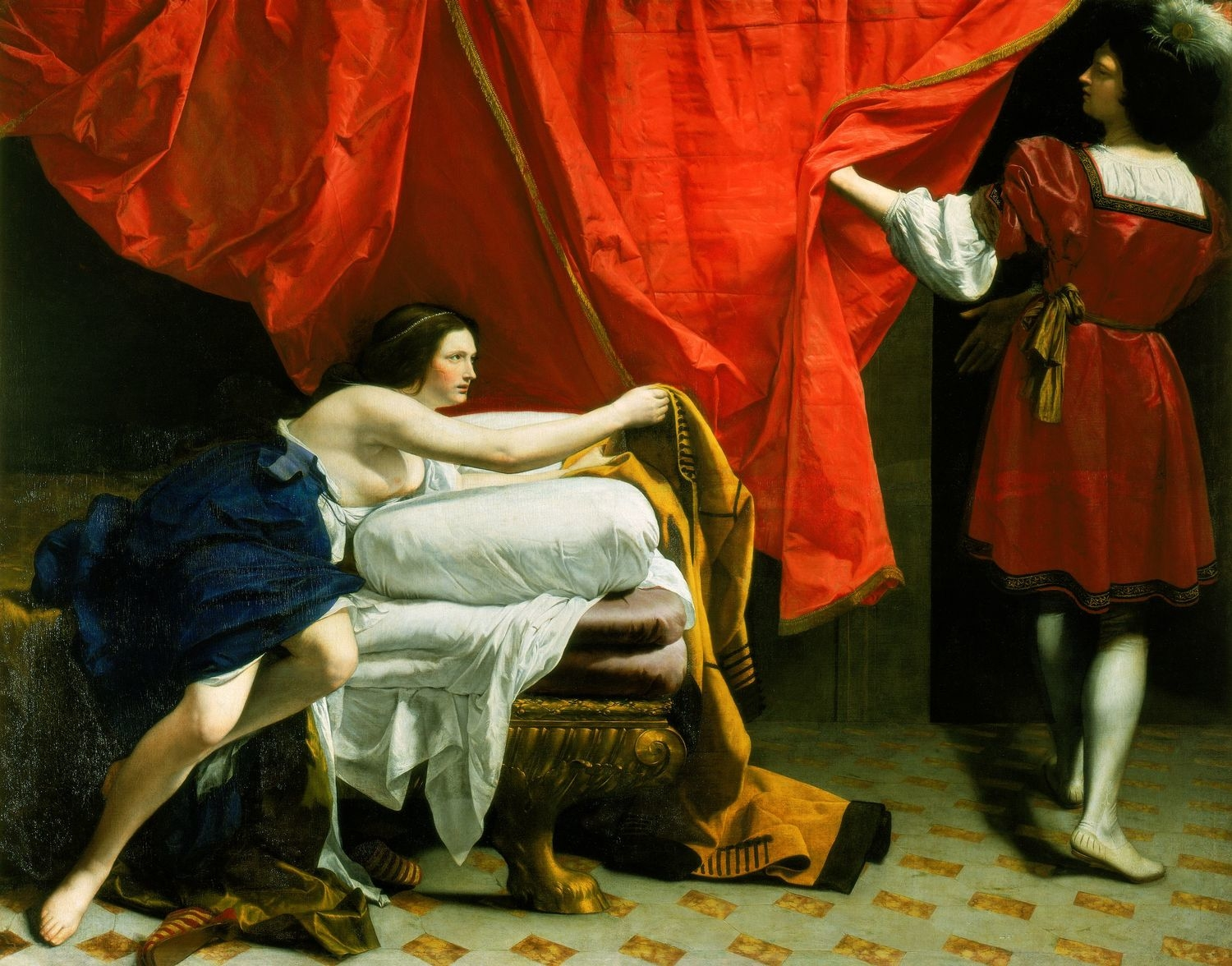
Joseph et la femme de Putiphar, entre 1626 et 1630, Collection royale du Château de Windsor

## Doute sur l'authenticité du David
David contemplant la tête de Goliath (vers 1612), huile sur lapis-lazuli de 25 × 19 cm attribuée à Orazio Gentileschi, a été prêté à la National Gallery par son propriétaire actuel en 2013 et exposé jusqu'en mars 2016. Il a été restitué au collectionneur à l'issue d'une enquête suspectant une contrefaçon. Le musée anglais qui entreprend des recherches de diligence raisonnable sur les œuvres prêtées ainsi qu'un contrôle de leur état n'avait aucun doute quant à l'authenticité du tableau.